# Liste der Eisenbahnstrecken in Baden-Württemberg
Diese Liste enthält die bestehenden und die ehemaligen Eisenbahnstrecken im heutigen Bundesland Baden-Württemberg.
Enthalten sind Baden-Württembergs öffentliche Eisenbahnstrecken, jedoch keine Werks- oder Anschlussbahnen. Straßenbahnen werden aufgeführt, wenn sie ursprünglich als Eisenbahnen konzessioniert waren. Die Einteilung der Strecken richtet sich nach dem Schema der VzG-Streckennummern bzw. nach der Baugeschichte.
Zur besseren Übersicht sind die Strecken getrennt nach Bauherr in unterschiedlichen Tabellen sortiert. Innerhalb der Tabelle folgt die Sortierung dem Eröffnungsdatum des ersten Abschnitts.
Erläuterungen zu einzelnen Spalten:
- Strecke: Ausgangs- und Endpunkt der Strecke. Der Name der Betriebsstellen entspricht der heutigen bzw. der zuletzt gültigen offiziellen Bezeichnung im Betriebsstellenverzeichnis.
- km: Heutige Entfernung zwischen den Ausgangs- und Zielbahnhof in Kilometern, gerundet auf eine Kommastelle. Bei länderübergreifenden Strecken entspricht der Wert der Streckenlänge innerhalb Baden-Württembergs.
- Eröffnung: Datum der Aufnahme des regulären Betriebs
- Gesetz vom: rechtliche Grundlagen für den Bau der Strecke, beispielsweise Gesetze oder Staatsverträge
- Stilllegung: Datum der förmlichen Stilllegung der Strecke.

## Von den Großherzoglichen Badischen Staatseisenbahnen erbaute Strecken
Diese Tabelle enthält die Eisenbahnstrecken im heutigen Bundesland Baden-Württemberg, die im Zeitraum von 1840 bis 1915 vom Badischen Staat (1840–1872) bzw. von den Großherzoglichen Badischen Staatseisenbahnen (1872–1915) eröffnet wurden.
| Strecke                                                        | km    | VzG-Nr. | Eröffnung | Gesetz vom | Stilllegung | Bemerkungen |
| Mannheim Hbf–Konstanz                                          | 376,7 | 4000 | 12.9.1840 (Mannheim Hbf–Heidelberg Hbf) 10.4.1843 (Heidelberg Hbf–Karlsruhe Hbf) 1.5.1844 (Karlsruhe Hbf–Rastatt) 6.5.1844 (Rastatt–Baden-Baden) 1.6.1844 (Baden-Baden–Offenburg) 1.8.1845 (Offenburg–Freiburg (Breisgau) Hbf) 1.6.1847 (Freiburg (Breisgau) Hbf–Müllheim (Baden)) 15.6.1847 (Müllheim (Baden)–Schliengen) 8.11.1848 (Schliengen–Efringen-Kirchen) 22.1.1851 (Efringen-Kirchen–Haltingen) 20.2.1855 (Haltingen–Bundesgrenze i. R. Basel) 4.2.1856 (Bundesgrenze v.R. Basel–Bad Säckingen) 30.10.1856 (Bad Säckingen–Waldshut) 15.6.1863 (Waldshut–Konstanz) | 29.3.1838 (Mannheim Hbf–Weil am Rhein) 16.3.1852 (Weil am Rhein-Basel–Waldshut-Konstanz) und bad.–schweizerische Staatsverträge vom 27.7.1852 und vom 30.12.1858 | in Betrieb | verläuft bei Basel und bei Schaffhausen über schweizerisches Gebiet, Mannheim–Haltingen erbaut in Breitspur (1600 mm), Umspurung 1854–1855, Verlegung Mannheim Hbf 1871–1876, Verlegung Heidelberg Hbf am 8.5.1955 (−1,6 km), Verlegung Karlsruhe-Durlach und Hbf 1911 / 1913 (−1,0 km), Verlegung Rastatt 1890 (−0,5 km) |
| Appenweier–Bundesgrenze i. R. Straßburg                        | 13,9  | 4260 | 1.6.1844 (Appenweier–Kehl) 11.5.1861 (Kehl–Bundesgrenze i. R. Straßburg) | 29.3.1838 (Appenweier–Kehl) 7.5.1858 (Kehl–Bundesgrenze i. R. Straßburg)                                                                                         | in Betrieb | Appenweier–Kehl erbaut in Breitspur (1600 mm), Umspurung 1854–1855 |
| Baden-Baden (ehemals: Baden-Oos)–Baden-Baden (alt)             | 4,3   | 4241 | 25.7.1845 | 29.3.1838 | 25.9.1977 | erbaut in Breitspur (1600 mm), Umspurung 1854–1855 |
| Mannheim Friedrichsfeld–Mannheim Hbf                           | 9,7   | 4061 (Mannheim Friedrichsfeld–Abzw Mannheim-Friedrichsfeld Süd) | 1.8.1846 | bad.-hess.-frankfurter Staatsvertrag vom 25.2.1843 | Mannheim Friedrichsfeld–Abzw Mannheim-Friedrichsfeld Süd in Betrieb | Abzw Mannheim-Friedrichsfeld Süd–Mannheim Hbf nach Umspurung Mannheim–Heidelberg dort aufgegangen |
| Karlsruhe Hbf–Mühlacker                                        | 43,5  | 4200 | 10.8.1859 (Karlsruhe-Durlach–Wilferdingen-Singen) 4.7.1861 (Wilferdingen-Singen–Pforzheim Hbf) 1.6.1863 (Pforzheim Hbf–Mühlacker) N.N. (Karlsruhe Hbf–Karlsruhe-Durlach) | 7.5.1858 und bad.-württ. Staatsvertrag vom 6.11.1860 (Karlsruhe-Durlach–Mühlacker) N.N. (Karlsruhe Hbf–Karlsruhe-Durlach)                                        | in Betrieb | |
| Waldshut–Bundesgrenze i. R. Koblenz                            | 1,8   | 4402 | 18.8.1859 | 7.5.1858 und bad.-schweizerischer Staatsvertrag vom 26.8.1857 | in Betrieb | |
| alter Hbf Heidelberg–Landesgrenze i. R. Würzburg               | 136,4 | - (alter Bf. Heidelberg–Heidelberg-Karlstor) 4110 (Heidelberg-Karlstor–alter Bf. Neckarelz) - (alter Bf. Neckarelz–Mosbach-Neckarelz) 4120 (Mosbach-Neckarelz–Landesgrenze i. R. Würzburg) | 23.10.1862 (alter Hbf Heidelberg–Mosbach (Baden)) 25.8.1866 (Mosbach (Baden)–Osterburken) 1.11.1866 (Osterburken–Landesgrenze i. R. Würzburg) | 27.4.1860 (alter Hbf Heidelberg–Mosbach (Baden)) 24.7.1862 und bad.–bayer. Staatsvertrag vom 27.1.1862 (Mosbach (Baden)–Landesgrenze i. R. Würzburg)             | 1895 (alter Bf. Neckarelz–Mosbach (Baden)) 9.9.1949 (Obrigheim–Mosbach-Neckarelz) 8.5.1955 (alter Hbf Heidelberg–Heidelberg-Karlstor) 26.9.1971 (Aglasterhausen–Obrigheim) Heidelberg-Karlstor–Aglasterhausen und Mosbach-Neckarelz–Landesgrenze i. R. Würzburg in Betrieb | Verlegung Bf. Neckarelz am 24.5.1879 (+1,6 km) |
| Verbindungskurve Mannheim–Bruchsal in Heidelberg               | 0,8   | - | 15.11.1865 | Erlass des Badischen Staatsministeriums vom 21.12.1863 | 2.3.1914 | |
| Offenburg–Singen (Hohentwiel)                                  | 149,1 | 4250 | 2.7.1866 (Offenburg–Hausach) 6.9.1866 (Engen–Singen (Hohentwiel)) 15.6.1868 (Donaueschingen–Engen) 16.8.1869 (Villingen (Schwarzw)–Donaueschingen) 1.11.1873 (Hausach–Villingen (Schwarzw)) | 7.5.1858, 24.7.1862 und 11.8.1863 | in Betrieb | |
| Radolfzell–Mengen                                              | 56,8  | 4330 | 20.7.1867 (Radolfzell–Stockach) 3.2.1870 (Stockach–Meßkirch) 6.9.1873 (Meßkirch–Mengen) | 24.7.1862 und bad.-preuß.-württ. Staatsvertrag vom 18.2.1865 | 1.9.1960 (Krauchenwies–Mengen), 1.3.1987 (Meßkirch–Krauchenwies), 28.5.1989 reaktiviert (Meßkirch–Mengen), 1.7.2004 (Stockach–Schwackenreute), 1.1.2005 reaktiviert (Stockach–Schwackenreute), Stahringen–Stockach in Betrieb                                              | Stahringen–Stockach 1996 durch Landkreis Konstanz gepachtet, Stockach–Mengen 2004 an Ablachtalbahn verkauft, Krauchenwies–Mengen 29.9.1986–27.5.1989 als Gleis des Bahnhofs Mengen betrieben |
| Landesgrenze v.R. Ludwigshafen–Mannheim Hbf                    | 1,1   | 3522 | 10.8.1867 | bayer.–bad. Staatsvertrag vom 27.1.1862 | in Betrieb | |
| Lauda–Wertheim                                                 | 31,4  | 4920 | 10.10.1867 (Lauda–Hochhausen (Tauber)) 15.10.1868 (Hochhausen (Tauber)–Wertheim) | 11.8.1863 | in Betrieb | |
| Meckesheim–Bad Friedrichshall Hbf                              | 36,4  | 4114 | 25.6.1868 (Meckesheim–Bad Rappenau) 5.8.1869 (Bad Rappenau–Bad Friedrichshall-Jagstfeld) | 27.4.1860 und bad.-württ.-hess. Staatsvertrag vom 31.3.1864 | in Betrieb | |
| Bad Rappenau–Bad Rappenau Saline                               | 1,2   | - | 5.4.1869 | 27.4.1860 | N.N. | |
| Königshofen (Baden)–i. R. Bad Mergentheim                      | 6,1   | 4922 | 23.10.1869 | bad.-württ. Staatsvertrag vom 31.3.1864 | in Betrieb | |
| Schwackenreute–Pfullendorf                                     | 16,0  | 4333 | 11.8.1873 | 24.7.1862 und bad.-preuß. Staatsvertrag vom 3.3.1865 | 29.5.1983 | |
| Krauchenwies–Sigmaringen                                       | 9,2   | 4334 | 6.9.1873 | 24.7.1862 und bad.-preuß. Vertrag vom 3.3.1865 | 1.6.1969 | |
| Mannheim Hbf–Mannheim Hgbf                                     | 4,6   | 4030 | 15.9.1874 | Erlass des Badischen Staatsministeriums vom 23.6.1869 | in Betrieb | |
| Bruchsal–Landesgrenze i. R. Germersheim                        | 22,9  | 4132 | 23.11.1874 (Bruchsal–Rheinsheim) 15.5.1877 (Rheinsheim–Landesgrenze i. R. Germersheim) | bad.-bayer. Staatsvertrag vom 23.11.1871 | in Betrieb | Verlegung Bf. Bruchsal am 3.12.1899 (+0,1 km) Verlegung in Graben-Neudorf 1909 (+0,7 km) |
| Lauchringen–Abzw Hintschingen                                  | 61,5  | 4403 | 22.4.1875 (Lauchringen–Stühlingen) 15.10.1876 (Stühlingen–Weizen) 20.5.1890 (Weizen–Abzw Hintschingen) | 16.4.1870 (Lauchringen–Weizen) 12.6.1887 und Vereinbarung zwischen dem Dt. Reich und Baden vom 11.3.1887 (Weizen–Abzw Hintschingen)                              | 30.5.1976 (Weizen–Zollhaus-Blumberg), Lauchringen–Weizen und Blumberg-Zollhaus in Betrieb | Strecke durch Stadt Blumberg gepachtet, seit 1977 Museumsbetrieb Weizen–Blumberg-Zollhaus |
| Müllheim (Baden)–Bundesgrenze i. R. Mulhouse                   | 4,6   | 4314 | 6.2.1878 | 30.3.1872 und Vertrag zwischen Baden und dem Dt. Reich vom 13.5.1874                                                                                             | in Betrieb | |
| Weil (Rhein)–Bundesgrenze i. R. St. Louis                      | 4,0   | 4423 | 11.2.1878 | Staatsvertrag zwischen Deutschem Reich und Baden vom 13.5.1874                                                                                                   | 3.4.1937 | Verlegung für Basel Bad Rbf um 1911 (+2,2 km) |
| Hausach–Schiltach                                              | 14,2  | 4251 | 15.7.1878 (Hausach–Wolfach) 4.11.1886 (Wolfach–Schiltach) | Eisenbahnbau-Budget 1874/1875 (Hausach–Wolfach) 3.6.1875 und bad.-württ. Staatsvertrag vom 29.12.1873 (Wolfach–Schiltach)                                        | in Betrieb | |
| Neckargemünd–Bad Friedrichshall Hbf                            | 42,6  | 4111 | 24.5.1879 | 16.4.1870, bad.-hess. Staatsvertrag vom 19.2.1874 und bad.-württ. Staatsvertrag vom 29.12.1873                                                                   | in Betrieb | verläuft zwischen Neckarsteinach und Hirschhorn über hessisches Gebiet |
| Neu-Edingen/Mannheim-Friedrichsfeld–Schwetzingen               | 7,5   | 4060 | 1.6.1880 | preuß.-bad.-hess. Vereinbarung vom 18.5.1878 | in Betrieb | |
| Landesgrenze v.R. Lohr–Wertheim                                | 1,6   | 5213 | 1.10.1881 | bad.-bayer. Staatsvertrag vom 23.11.1871 | 26.5.1979 | von BadStB an K.Bay.Sts.B. verpachtet |
| Freiburg (Breisgau) Hbf–Donaueschingen                         | 76,2  | 4300 | 23.5.1887 (Freiburg (Breisgau) Hbf–Neustadt (Schwarzw)) 18.10.1892 (Hüfingen–Donaueschingen) 20.8.1901 (Neustadt (Schwarzw)–Hüfingen) | 24.5.1882 (Freiburg (Breisgau) Hbf–Neustadt (Schwarzw)) 9.5.1888 (Hüfingen–Donaueschingen) 18.2.1896 (Neustadt (Schwarzw)–Hüfingen)                              | in Betrieb | 20.8.1901 Betriebsführung auf Abschnitt der Bregtalbahn Donaueschingen-Hüfingen von Staatsbahn übernommen und Gemeinschaftsbetrieb mit SEG eingeführt. Verlegung in Freiburg am 8.11.1934 (+1,5 km) |
| Seckach–Landesgrenze i. R. Amorbach                            | 30,1  | 4124 | 1.12.1887 (Seckach–Walldürn) 20.9.1899 (Walldürn–Landesgrenze i. R. Amorbach) | 7.6.1884 und bad.–bayer. Staatsvertrag vom 31.10.1884 | in Betrieb | |
| Schopfheim–Bad Säckingen                                       | 19,7  | 4401 | 20.5.1890 | 12.6.1887 | 1.8.1971 (Schopfheim–Wehr (Baden)) 26.9.1994 (Wehr (Baden)–Bad Säckingen) | |
| Weil am Rhein–Lörrach-Stetten                                  | 4,8   | 4410 | 20.5.1890 | 12.6.1887 | in Betrieb | |
| Karlsruhe Gbf–Karlsruhe-Hagsfeld                               | 4,2   | 4210 | 10.4.1895 | 4.7.1892 und Übereinkommen zw. Baden und dem Dt. Reich vom 23.5.1892                                                                                             | in Betrieb | |
| Karlsruhe Gbf–Karlsruhe-Durlach (i.R. Grötzingen)              | 2,9   | 4211 | 10.4.1895 | 4.7.1892 und Übereinkommen zw. Baden und dem Dt. Reich vom 23.5.1892                                                                                             | in Betrieb | |
| Karlsruhe Gbf–Abzw Karlsruhe Brunnenstück                      | 5,0   | 4213 | 10.4.1895 | 4.7.1892 und Übereinkommen zw. Baden und dem Dt. Reich vom 23.5.1892                                                                                             | in Betrieb | |
| Karlsruhe Gbf–Abzw Karlsruhe-Dammerstock                       | 4,3   | 4214 | 10.4.1895 | 4.7.1892 und Übereinkommen zw. Baden und dem Dt. Reich vom 23.5.1892                                                                                             | in Betrieb | |
| Karlsruhe Gbf–Karlsruhe-Durlach (i.R. Bruchsal)                | 2,9   | 4217 | 10.4.1895 | 4.7.1892 und Übereinkommen zw. Baden und dem Dt. Reich vom 23.5.1892                                                                                             | in Betrieb | |
| Karlsruhe Gbf–Karlsruhe West                                   | 5,6   | 4215 | 1.5.1895 | 4.7.1892 und Übereinkommen zw. Baden und dem Dt. Reich von 23.5.1892                                                                                             | in Betrieb | |
| Graben-Neudorf–Rastatt                                         | 41,8  | 4020 | 1.5.1895 | 4.7.1892 und Übereinkommen zw. Baden und dem Dt. Reich von 23.5.1892                                                                                             | in Betrieb | Verlegung Karlsruhe Hbf 1913 (−1,5 km) |
| Rastatt–Bundesgrenze i. R. Rœschwoog                           | 9,7   | 4242 | 1.5.1895 | 4.7.1892 und Übereinkommen zw. Baden und dem Dt. Reich von 23.5.1892                                                                                             | 6.10.1999 (Winterdorf–Bundesgrenze i. R. Rœschwoog) Rastatt–Wintersdorf in Betrieb | Rastatt–Wintersdorf ab N.N. verpachtet an AVG |
| Stahringen–Landesgrenze i. R. Friedrichshafen                  | 46,7  | 4331 | 18.8.1895 (Stahringen–Überlingen) 2.10.1901 (Überlingen–Landesgrenze i. R. Friedrichshafen) | 29.4.1894 (Stahringen–Überlingen) 25.2.1898 und bad.-württ. Staatsverträge vom 18.2.1865 und vom 11.11.1897 (Überlingen–Landesgrenze i. R. Friedrichshafen)      | in Betrieb | |
| Mannheim-Käfertal–Mannheim Industriehafen                      | 3,6   | 4040 | 15.3.1900 | Erlass des Bad. Ministeriums des Inneren v. 27.10.1896 | in Betrieb | |
| Mannheim-Käfertal Industrie-/Sammelbahnhof–Mannheim-Waldhof    | 1,5   | 4041 | 15.3.1900 | Erlass des Bad. Ministeriums des Inneren v. 27.10.1896 | 26.9.1971 | |
| Steinsfurt–Eppingen                                            | 12,9  | 4115 | 15.11.1900 | 25.2.1898 | in Betrieb | |
| Karlsruhe West–Karlsruhe Hafen                                 | 1,6   | 4220 | 1.5.1901 | 26.5.1898 | in Betrieb | zum 1.8.2007 an KVVH |
| Waldkirch–Elzach                                               | 12,2  | 4311 | 20.8.1901 | 25.8.1898 | in Betrieb | |
| Uhldingen-Mühlhofen–Unteruhldingen                             | 2,5   | - | 2.10.1901 | 25.2.1898 | 21.4.1955 | |
| Marbach (Baden)–Bad Dürrheim                                   | 5,4   | 4253 | 1.8.1904 | 30.6.1902 | 26.9.1966 | |
| Mosbach (Baden)–Mudau                                          | 27,5  | 4123 | 3.6.1905 | 23.7.1902 | 3.6.1973 | Schmalspurbahn (1000 mm), verpachtet an Vering & Waechter, ab 1.4.1917 an DEBG, ab 1.5.1931 in Besitz der Deutschen Reichsbahn |
| Abzw Gundelfingen–Abzw Leutersberg                             | 11,1  | 4312 | 4.9.1905 | 26.5.1898 | in Betrieb | |
| Freiburg (Breisgau) Gbf–Freiburg Neue Messe/Universität        | 1,1   | 4313 | 4.9.1905 | 26.5.1898 | in Betrieb | |
| Freiburg Neue Messe/Universität–Freiburg Süd                   | 4,6   | - | 4.9.1905 | 26.5.1898 | 1945 | |
| Mannheim-Rheinau–Ketsch                                        | 6,8   | 4022 | 1.10.1905 (Mannheim-Rheinau–Brühl (Baden)) 1.7.1912 (Brühl (Baden)–Ketsch) | 30.6.1902 (Mannheim-Rheinau–Brühl (Baden)) 15.7.1910 (Brühl (Baden)–Ketsch)                                                                                      | 25.9.1966 | |
| Salem–Frickingen                                               | 8,2   | 4332 | 1.12.1905 | 25.2.1898 | 23.5.1971 (Salem Nord–Frickingen) 15.3.1990 (Salem–Salem Nord) | |
| Bruchsal–Abzw Bruchsal Ost (Güterbahn)                         | 3,0   | 4131 | 29.1.1906 | 30.6.1902 | in Betrieb | |
| Mannheim Hbf–Mannheim Rbf                                      | 4,7   | 4002 | 1.10.1906 | 30.6.1902 und 29.6.1904 | in Betrieb | |
| Mannheim Rbf–Abzw Mannheim Ziehbrunnen                         | 5,1   | 4052 | 1.10.1906 | 30.6.1902 und 29.6.1904 | in Betrieb | |
| Mannheim-Friedrichsfeld–Abzw Mannheim Friedrichsfeld Süd       | 3,2   | 4062 | 1.10.1906 | 30.6.1902 und 29.6.1904 | in Betrieb | |
| Mannheim-Neckarau–Mannheim Rbf                                 | 2,8   | 4021 | 1.10.1906 | 30.6.1902 und 29.6.1904 | in Betrieb | |
| Mannheim Rbf–Abzw Mannheim Rennplatz                           | 3,2   | 4051 | 1.5.1907 | hessisches Gesetz vom 19.7.1902 und badischer Haushalt 1902/03                                                                                                   | in Betrieb | |
| Kappel-Gutachbrücke–Bonndorf (Schwarzwald)                     | 19,8  | 4302 | 26.9.1907 | 28.5.1900 | 1.1.1977 | |
| Weisenbach–Raumünzach                                          | 10,7  | 4240 | 15.6.1910 (Weisenbach–Forbach (Schwarzwald)) 4.5.1915 (Forbach (Schwarzwald)–Raumünzach) | 28.5.1900 | in Betrieb | |
| Abzw Windschläg–Offenburg                                      | 4,5   | 4263 | 6.11.1911 | 29.6.1904 | in Betrieb | |
| Weil am Rhein–Basel Bad Rbf (Gr A)                             | 3,4   | 4411 | 20.11.1911 | 28.5.1892 | in Betrieb | |
| Haltingen–Basel Bad Rbf (Gr A)                                 | 1,5   | 4413 | 11.12.1911 | 28.5.1892 | in Betrieb | |
| Walldürn–Hardheim                                              | 9,7   | 4125 | 23.12.1911 | 28.5.1900 | 1.11.1999 | |
| Bundesgrenze v.R. Basel Bad Gbf–Basel Bad Rbf (Gr A)           | 3,2   | 4425 | 14.9.1912 | 30.5.1900, 30.6.1902, 29.6.1904, 30.6.1906, 13.8.1908 und 15.7.1910                                                                                              | in Betrieb | |
| Landesgrenze v.R. Miltenberg–Wertheim                          | 3,9   | 5224 | 1.10.1912 | 29.6.1904 und bad.-bayer. Staatsvertrag vom 27.10.1901 | in Betrieb | |
| Abzw Grenzacher Horn–Weil am Rhein                             | 2,5   | 4406 | 1.5.1913 | 30.5.1900, 30.6.1902, 29.6.1904, 30.6.1906, 13.8.1908 und 15.7.1910                                                                                              | 1.1.1995 | |
| Bundesgrenze v.R. Basel Bad Bf–Basel Bad Rbf (Gr C)            | 0,8   | 4405 | 15.9.1913 | 30.5.1900, 30.6.1902, 29.6.1904, 30.6.1906, 13.8.1908 und 15.7.1910                                                                                              | in Betrieb | |
| Basel Bad Rbf (Gr F)–Abzw Grenzacher Horn                      | 0,6   | 4420 | 15.9.1913 | 30.5.1900, 30.6.1902, 29.6.1904, 30.6.1906, 13.8.1908 und 15.7.1910                                                                                              | 1.1.1995 | |
| Basel Bad Rbf (Gr F)–Weil (Rhein) Ost                          | 3,1   | 4421 | 15.9.1913 | 30.5.1900, 30.6.1902, 29.6.1904, 30.6.1906, 13.8.1908 und 15.7.1910                                                                                              | in Betrieb | |
| Basel Bad Rbf (Gr F)–Weil am Rhein                             | 1,9   | 4422 | 15.9.1913 | 30.5.1900, 30.6.1902, 29.6.1904, 30.6.1906, 13.8.1908 und 15.7.1910                                                                                              | 1.10.1997 | |
| Grenzbahnhof Palmrain–Basel Bad Rbf (Gr A)                     | 0,9   | 4423 | 15.9.1913 | 30.5.1900, 30.6.1902, 29.6.1904, 30.6.1906, 13.8.1908 und 15.7.1910                                                                                              | in Betrieb | |
| Singen (Hohentwiel)–Beuren-Büßlingen                           | 14,3  | 4321 | 21.11.1913 | 2.9.1908 | 25.9.1966 (Hilzingen–Beuren-Büßlingen) 21.11.1966 (Singen (Hohentwiel)–Hilzingen) | |
| Abzw Mannheim-Friedrichsfeld Süd–Heidelberg-Kirchheim/Rohrbach | 11,8  | 4002 | 2.3.1914 | 30.6.1902 | 30.11.2000 | |
| Heidelberg Rbf–Heidelberg Karlstor                             | 5,3   | 4102 (Heidelberg Rbf–Abzw Heidelberg Königstuhl) 4100 (Abzw Heidelberg Königstuhl–Heidelberg Karlstor)                                                                                     | 2.3.1914 | 30.6.1902 | 1.12.1997 (Heidelberg Rbf–Abzw Heidelberg Königstuhl), Abzw Heidelberg Königstuhl–Heidelberg Karlstor in Betrieb | |
| Tauberbischofsheim–Königheim                                   | 6,3   | 4921 | 1.12.1914 | 2.9.1908 | 1.1.1969 | |

## Einstige staatlich betriebene Privatbahnen in Baden
Diese Tabelle enthält die Eisenbahnstrecken in Baden-Württemberg, die im Zeitraum von 1862 bis 1894 mit badischer Konzession unter privater Regie erbaut, aber von Anfang an durch die Badischen Staatseisenbahnen betrieben wurden.
| Strecke                                           | km   | VzG-Nr. | erbaut durch                                       | Eröffnung                                                                                          | Grundlage | Verstaatlichung | Stilllegung | Bemerkungen |
| Bundesgrenze v.R. Basel–Schopfheim                | 15,6 | 4400 | Wiesental Eisenbahngesellschaft                    | 7.6.1862                                                                                           | Gesetz vom 5.6.1860, Konzession vom 23.11.1860 | 1.1.1889        | in Betrieb | |
| Karlsruhe Hbf–Landesgrenze i. R. Wörth            | 10,4 | 3443 | Stadt Karlsruhe                                    | 5.8.1862 (Karlsruhe Hbf–Maxau) 8.5.1865 (Maxau–Landesgrenze i. R. Wörth)                           | Gesetz vom 6.9.1860, Konzession vom 27.6.1861 und bayer.-bad. Staatsverträge vom 11.4.1862 und vom 31.3.1864, sowie bad.-bayer. Übereinkommen über Bau der Rheinbrücke vom 31.3.1864                                          | 14.8.1906       | in Betrieb | Verlegung Karlsruhe Hbf 1913 und neue Rheinbrücke 1938 (+0,7 km) |
| Lahr (Schwarzw)–Lahr Stadt                        | 3,2  | 4264 | Lahrer Eisenbahngesellschaft                       | 15.11.1865                                                                                         | Gesetz vom 9.5.1864, Konzession vom 26.9.1864 | 29.9.1906       | 16.10.1995 | |
| Rastatt–Weisenbach                                | 20,7 | 4240 | Murgtal-Eisenbahn-Gesellschaft                     | 1.6.1869 (Rastatt–Gernsbach) 1.5.1894 (Gernsbach–Weisenbach)                                       | Gesetz vom 12.5.1866, Konzession vom 23.4.1867 (Rastatt–Gernsbach) Gesetz vom 29.3.1890, Konzession vom 28.11.1890 (Gernsbach–Weisenbach)                                                                                     | 1.7.1904        | in Betrieb | |
| Mannheim Hbf–Karlsruhe Hbf                        | 60,0 | 4020 (Mannheim Hbf–Graben-Neudorf) 4025 (Abzw Welschnreuter Straße-Karlsruhe-Knielingen) 9429 (Abzw Welschnreuter Straße–Eggenstein) | Stadtgemeinde Mannheim                             | 4.8.1870                                                                                           | Gesetz vom 20.2.1868, Konzession vom 30.4.1868 | 4.8.1870        | 28.5.1967 (Graben-Neudorf–Eggenstein) Mannheim Hbf–Graben-Neudorf und Eggenstein–Karlsruhe-Knielingen in Betrieb | bei Verlegung des Karlsruher Hbf 1913 Verschwenkung in die Strecke Karlsruhe Hbf–Wörth b. Karlsruhe-Knielingen (−1,7 km) Verlegung zwischen Hockenheim und Graben-Neudorf am 1.9.1986 auf 6,6 km Abzw. KFZ–Abzw Welschnreuter Straße 1.1.1987 an AVG, Abzw Welschnreuter Straße–Karlsruhe-Knielingen N.N. an AVG |
| Freiburg (Breisgau) Hbf–Bundesgrenze i. R. Colmar | 23,3 | 4310 (Freiburg (Breisgau) Hbf–Breisach) - (Breisach–Bundesgrenze i. R. Colmar)                                                       | Stadtgemeinden Freiburg (Breisgau) und Altbreisach | 16.9.1871 (Freiburg (Breisgau) Hbf–Breisach) 5.1.1878 (Breisach–Bundesgrenze i. R. Colmar)         | Gesetz vom 11.2.1868, Konzession vom 21.4.1868 (Freiburg (Breisgau) Hbf–Breisach) Gesetz vom 28.8.1874, Konzession vom 13.2.1875, Vertrag zwischen Baden und dem Dt. Reich vom 13.5.1874 (Breisach–Bundesgrenze i. R. Colmar) | 6.12.1881       | 1.2.1953 (Breisach–Bundesgrenze i. R. Colmar) Freiburg (Breisgau) Hbf–Breisach in Betrieb                        | |
| Heidelberg Hbf–Landesgrenze i. R. Speyer          | 22,2 | 4103 (Heidelberg Hbf–Schwetzingen) 4023 (Schwetzingen–Abzw Neubruch) 4024 (Schwetzingen–Speyer)                                      | Heidelberg-Speyer-Eisenbahn-Gesellschaft           | 17.7.1873 (Heidelberg Hbf–Schwetzingen) 10.12.1873 (Schwetzingen–Landesgrenze i. R. Speyer)        | Gesetz vom 2.2.1870, Konzession vom 3.4.1872, bayer.-bad. Staatsvertrag vom 23.11.1871 | 1.7.1894        | 1945 (Talhaus–Landesgrenze i. R. Speyer) 1.2.1967 (Heidelberg Hbf–Talhaus)                                       | Schwetzingen–Talhaus ab 1.2.1967 als Gleis des Bf. Schwetzingen betrieben |
| Denzlingen–Waldkirch                              | 7,1  | 4311 | Stadtgemeinde Waldkirch                            | 1.1.1875                                                                                           | Gesetz vom 30.3.1872, Konzession vom 29.8.1872 | 1.6.1887        | in Betrieb | |
| Schopfheim–Zell (Wiesental)                       | 7,2  | 4400 | Schopfheim-Zeller Eisenbahngesellschaft            | 5.2.1876                                                                                           | Gesetz vom 14.3.1872, Konzession vom 17.11.1872 | 27.11.1888      | in Betrieb | |
| Appenweier–Oppenau                                | 18,3 | 4262 | Renchtal-Eisenbahn-Gesellschaft                    | 1.6.1876                                                                                           | Gesetz vom 29.6.1874, Konzession vom 26.10.1874 | 31.5.1909       | in Betrieb | |
| Grötzingen–Eppingen                               | 40,8 | 4201 | Stadtgemeinde Karlsruhe                            | 15.10.1879                                                                                         | Gesetz vom 30.3.1872, Konzession vom 15.11.1876 | 15.10.1879      | in Betrieb | Strecke ab 1996 durch AVG gepachtet |
| Ettlingen West–Ettlingen Stadt                    | 2,3  | 9422 | Stadt Ettlingen                                    | 26.8.1885 (Ettlingen Staatsbahn–Ettlingen Erbprinz) 15.7.1887 (Ettlingen Erbprinz–Ettlingen Stadt) | Konzession vom 11.4.1885 | -               | in Betrieb | zum 1.1.1898 an BLEAG verkauft, zum 1.1.1932 an DEBG, zum 1.4.1957 an AVG Dreischienengleis (1000 mm) 1898–ca. 1954 |

## Von den Königlich Württembergischen Staats-Eisenbahnen erbaute Strecken
Diese Tabelle enthält die Eisenbahnstrecken in Baden-Württemberg, die im Zeitraum von 1845 bis 1919 vom Württembergischen Staat (1845–1875) bzw. von der Generaldirektion der Verkehrsanstalten (1875–1919) eröffnet wurden.
| Strecke                                                  | km    | VzG-Nr. | Eröffnung | Gesetz vom | Stilllegung | Bemerkungen |
| Stuttgart Hbf–Landesgrenze i. R. Neu-Ulm                 | 94,3  | 4700 | 22.10.1845 (Cannstatt–Untertürkheim) 7.11.1845 (Untertürkheim–Obertürkheim) 20.11.1845 (Obertürkheim–Esslingen (Neckar)) 15.10.1846 (Stuttgart Hbf–Cannstatt) 14.12.1846 (Esslingen (Neckar)–Plochingen) 11.10.1847 (Plochingen–Süßen) 14.6.1849 (Süßen–Geislingen (Steige)) 29.6.1850 (Geislingen (Steige)–Ulm Hbf) 1.5.1854 (Ulm Hbf–Landesgrenze i. R. Neu-Ulm) | 18.4.1843 und württ.-bayer. Staatsvertrag vom 25.4.1850 | in Betrieb | Verlegung Stuttgart Hbf–Stuttgart-Bad Cannstatt 1915–22 (−0,8 km) |
| Stuttgart Hbf–Bruchsal                                   | 80,4  | 4800 (Stuttgart Hbf–Bretten Rechberg) 4130 (Bruchsal–Bretten Rechberg) 4843 (Abzw Sersheim Aischbach–Vaihingen (Enz) Nord ab 1.10.1990) 4842 (verlegte Strecke Abzw Sersheim Aischbach–Illingen (Württ) ab 1.10.1990)         | 15.10.1846 (Stuttgart Hbf–Ludwigsburg) 11.10.1847 (Ludwigsburg–Bietigheim-Bissingen) 1.10.1853 (Bietigheim-Bissingen–Bruchsal) | 18.4.1843 und württ.-bad. Staatsvertrag vom 4.12.1850 | in Betrieb | Bretten–Bruchsal per Vertrag vom 15.11.1878 zum 15.10.1879 an BadStB verkauft Verlegung Bf Bruchsal am 3.12.1899 (+0,8 km), Verlegung Stuttgart Hbf–Stuttgart Nord 1910–22, Verlegung bei Maulbronn 1954 mit Aufgabe des Maulbronner Tunnels, Verlegung zwischen Abzw Sersheim Aischbach und Illingen (Württ) am 1.10.1990 auf 6,1 km (+1,0 km), Rumpf Abzw Sersheim Aischbach–Vaihingen Nord in Betrieb bis 19.11.2004 |
| Ulm Hbf–Friedrichshafen Stadt                            | 103,6 | 4500 | 8.11.1847 (Ravensburg–Friedrichshafen Stadt) 26.5.1849 (Biberach (Riß)–Ravensburg) 1.6.1850 (Ulm Hbf–Biberach (Riß)) | 18.4.1843 | in Betrieb | |
| Bietigheim-Bissingen–Osterburken                         | 78,2  | 4900 | 25.7.1848 (Bietigheim-Bissingen–Heilbronn Hbf) 11.9.1866 (Heilbronn Hbf–Bad Friedrichshall-Jagstfeld) 27.9.1869 (Bad Friedrichshall-Jagstfeld–Osterburken) | 18.4.1843 (Bietigheim-Bissingen–Heilbronn) 17.11.1858 (Heilbronn Hbf–Bad Friedrichshall-Jagstfeld) 13.8.1865 und bad.–württ. Staatsvertrag vom 31.3.1864 (Bad Friedrichshall-Jagstfeld–Osterburken)          | in Betrieb | Verlegung Heilbronn Hbf (1862–74), Verlegung bei Heilbronn Gbf 1890–1896 |
| Friedrichshafen Stadt–Friedrichshafen Hafen              | 0,8   | 4531 | 1.6.1850 | | in Betrieb | |
| Plochingen–Immendingen                                   | 161,5 | 4600 | 20.9.1859 (Plochingen–Reutlingen Hbf) 15.10.1861 (Reutlingen Hbf–Rottenburg (Neckar)) 1.11.1864 (Rottenburg (Neckar)–Eyach) 1.12.1866 (Eyach–Horb) 8.10.1867 (Horb–Talhausen) 23.7.1868 (Talhausen–Rottweil) 15.7.1869 (Rottweil–Tuttlingen) 26.7.1870 (Tuttlingen–Immendingen)                                                                                    | 6.5.1857 (Plochingen–Reutlingen Hbf) 17.11.1858 und württ.-preuß. Staatsvertrag vom 13.3.1865 (Reutlingen Hbf–Rottweil) 13.8.1865 und bad.-württ. Staatsvertrag vom 18.2.1865 (Rottweil–Immendingen)         | in Betrieb | |
| Stuttgart-Bad Cannstatt–Landesgrenze i. R. Nördlingen    | 107,8 | 4710 | 25.7.1861 (Stuttgart-Bad Cannstatt–Wasseralfingen) 3.10.1863 (Wasseralfingen–Landesgrenze i. R. Nördlingen) | 17.11.1858 und württ.-bayer. Staatsvertrag vom 21.2.1861 | in Betrieb | |
| Crailsheim–Heilbronn Hbf                                 | 88,1  | 4950 | 4.8.1862 (Schwäbisch Hall–Heilbronn Hbf) 10.12.1867 (Crailsheim–Schwäbisch Hall) | 17.11.1858 | in Betrieb | Verlegung Heilbronn Hbf (1862–74) |
| Aalen–Ulm Hbf                                            | 64,3  | 4760 | 15.9.1864 (Aalen–Heidenheim) 25.6.1875 (Heidenheim–Niederstotzingen) 15.11.1875 (Niederstotzingen–Langenau (Württ)) 5.1.1876 (Langenau (Württ)–Ulm Hbf) | 17.11.1858 und bayer.-württ. Staatsvertrag vom 8.12.1872 | in Betrieb | verläuft zwischen Langenau und Ulm über bayerisches Gebiet |
| Stuttgart Gbf–Bk Rosenstein                              | 1,7   | - | 1864 | 6.12.1861 | 26.5.1925 | [ 17 ] |
| Goldshöfe–Crailsheim                                     | 30,4  | 4940 | 15.11.1866 | 17.11.1858 | in Betrieb | |
| Pforzheim Hbf–Bad Wildbad                                | 22,8  | 4853 (Pforzheim Hbf–Brötzingen Mitte) 4851 (Brötzingen Mitte–Bad Wildbad) | 11.6.1868 | 17.11.1858 und bad.-württ. Staatsvertrag vom 18.2.1865 | Brötzingen Mitte–Bad Wildbad in Betrieb | ab 1.1.2000 verpachtet an AVG Pforzheim Hbf–Brötzingen Mitte 2000 aufgegangen in Strecke Pforzheim Hbf–Nagold |
| Ulm Hbf–Sigmaringen                                      | 92,7  | 4540 | 2.8.1868 (Ulm Hbf–Blaubeuren) 13.6.1869 (Blaubeuren–Ehingen (Donau)) 15.6.1870 (Ehingen (Donau)–Riedlingen) 13.11.1870 (Riedlingen–Scheer) 26.7.1873 (Scheer–Sigmaringen) | 13.8.1865 und württ.-preuß. Staatsvertrag vom 3.3.1865 | in Betrieb | |
| Stuttgart-Zuffenhausen–Calw Süd                          | 48,5  | 4810 | 23.9.1868 (Stuttgart-Zuffenhausen–Ditzingen) 1.12.1869 (Ditzingen–Weil der Stadt) 20.6.1872 (Weil der Stadt–Calw Süd) | 13.8.1865 | 1.9.1995 (Weil der Stadt–Calw Süd) Stuttgart-Zuffenhausen–Weil der Stadt in Betrieb | Weil der Stadt–Calw im Dez. 1993 an Lkr Calw verkauft |
| Tübingen Hbf–Sigmaringen                                 | 87,5  | 4630 | 29.6.1869 (Tübingen Hbf–Hechingen) 1.8.1874 (Hechingen–Balingen (Württ)) 4.7.1878 (Balingen (Württ)–Sigmaringen) | 13.8.1865 und preuß.-württ. Staatsvertrag vom 3.3.1865 (Tübingen Hbf–Hechingen) 16.3.1868 (Hechingen–Balingen (Württ)) 22.3.1873 und preuß.-württ. Staatsvertrag vom 3.3.1865 (Balingen (Württ)–Sigmaringen) | in Betrieb | |
| Herbertingen–Isny                                        | 84,5  | 4550 | 25.7.1869 (Bad Saulgau–Bad Waldsee) 10.10.1869 (Herbertingen–Bad Saulgau) 15.9.1870 (Bad Waldsee–Kißlegg) 1.9.1872 (Kißlegg–Leutkirch) 15.8.1874 (Leutkirch–Isny) | 18.8.1865 | 30.5.1976 (Leutkirch–Isny) Herbertingen–Leutkirch in Betrieb | |
| Rottweil–Villingen (Schwarzw)                            | 26,8  | 4650 | 26.8.1869 | 13.8.1865 und bad.-württ. Staatsvertrag vom 18.2.1865 | in Betrieb | |
| Crailsheim–i. R. Königshofen (Baden)                     | 60,3  | 4953 | 23.10.1869 | 13.8.1865 und bad.-württ. Staatsvertrag vom 31.3.1864 | in Betrieb | |
| Pforzheim Hbf–Horb                                       | 69,5  | 4850 (Pforzheim Hbf–Hochdorf b Horb) 4880 (Hochdorf b Horb–Eutingen im Gäu Em Nord und Verbindung zum verlegten Bf. Eutingen im Gäu) 4881 (Eutingen im Gäu Em Nord–Eutingen im Gäu Em Süd) 4860 (Eutingen im Gäu Em Süd–Horb) | 20.6.1872 (Calw Süd–Nagold) 1.6.1874 (Pforzheim Hbf–Calw Süd und Nagold–Horb) | 13.8.1865 (Calw Süd–Nagold) 16.3.1868 und bad.-württ. Staatsvertrag vom 18.2.1865 (Pforzheim Hbf–Calw Süd und Nagold–Horb)                                                                                   | in Betrieb | Pforzheim Hbf–Pforzheim-Brötzingen ab 1.1.2000 verpachtet an AVG Verlegung Bf. Eutingen im Gäu 1933 (+1,4 km) |
| Crailsheim–Landesgrenze i. R. Ansbach                    | 10,3  | 4951 | 1.6.1875 | 22.3.1873 und bayer.-württ. Staatsvertrag vom 12.12.1868 | in Betrieb | |
| Altshausen–Pfullendorf                                   | 25,0  | 4333 (bad. Abschnitt) 4551 (württ. / hz. Abschnitt) | 14.8.1875 | 22.3.1873, bad.-württ. Staatsvertrag vom 18.2.1865 und preuß.-württ. Staatsvertrag vom 3.3.1865 | 30.9.2004, 2009 Wiedereröffnung | 2004 durch Stadt Pfullendorf gepachtet |
| Waiblingen–Schwäbisch Hall-Hessental                     | 60,7  | 4930 | 26.10.1876 (Waiblingen–Backnang) 11.4.1878 (Backnang–Murrhardt) 1.12.1879 (Gaildorf West–Schwäbisch Hall-Hessental) 15.5.1880 (Murrhardt–Gaildorf West) | 22.3.1873 | in Betrieb | |
| Heilbronn Hbf–Eppingen                                   | 24,1  | 4950 | 10.10.1878 (Heilbronn Hbf–Schwaigern (Württ)) 8.8.1880 (Schwaigern (Württ)–Eppingen) | 11.6.1876 und bad.-württ. Staatsvertrag vom 29.12.1873 | in Betrieb | ab 1996 verpachtet an AVG |
| Stuttgart Hbf–Eutingen im Gäu Em Süd                     | 59,0  | 4860 | 1.9.1879 | 22.3.1873 | in Betrieb | |
| Hochdorf b Horb–Freudenstadt Hbf                         | 25,3  | 4880 | 1.9.1879 | 22.3.1873 | in Betrieb | |
| Backnang–Bietigheim-Bissingen                            | 25,7  | 4931 (Backnang–Freiberg (Neckar)) 4902 (Freiberg (Neckar)–Bietigheim-Bissingen) | 8.12.1879 | 22.3.1873 | 15.1.1958 (Freiberg (Neckar)–Bietigheim-Bissingen) Backnang–Freiberg (Neckar) in Betrieb | |
| Kißlegg–Landesgrenze i. R. Hergatz                       | 15,4  | 4560 | 31.7.1880 (Kißlegg–Wangen (Allgäu)) 15.7.1890 (Wangen (Allgäu)–Landesgrenze i. R. Hergatz) | 11.7.1876 (Kißlegg–Wangen (Allgäu)) 24.5.1887 und württ.-bayer. Staatsvertrag vom 10.2.1887 (Wangen (Allgäu)–Landesgrenze i. R. Hergatz)                                                                     | in Betrieb | |
| Ludwigsburg–Freiberg (Neckar)                            | 5,0   | 4931 (ehemals 4830) | 15.10.1881 | 25.8.1879 | in Betrieb | |
| Freudenstadt Hbf–Schiltach                               | 24,9  | 4880 | 4.11.1886 | 25.8.1879 und bad.-württ. Staatsvertrag vom 29.12.1873 | in Betrieb | |
| Leutkirch–bayer. Grenze i. R. Memmingen                  | 25,0  | 4570 | 2.10.1889 | 24.5.1887 und bayer.-württ. Staatsvertrag vom 10.2.1887 | in Betrieb | |
| Tuttlingen–Inzigkofen                                    | 37,3  | 4660 | 27.11.1890 | 7.6.1887 und württ.-preuß. Staatsvertrag vom 15.6.1887 | in Betrieb | |
| Nagold–Altensteig                                        | 15,1  | 4852 | 29.12.1891 | 28.6.1889 | 28.5.1967 | Schmalspurbahn (1000 mm) |
| Reutlingen Hbf–Schelklingen                              | 58,3  | 4620 | 2.6.1892 (Reutlingen Hbf–Honau (Württ)) 1.10.1893 (Honau (Württ)–Münsingen) 1.8.1901 (Münsingen–Schelklingen) | 28.6.1889 (Reutlingen Hbf–Münsingen) 8.6.1897 (Münsingen–Schelklingen) | 28.7.1969 (Honau–Engstingen) 29.5.1983 (Reutlingen Süd–Honau) 1.6.1995 (Reutlingen Hbf–Reutlingen Süd) Engstingen–Schelklingen in Betrieb | Engstingen–Oberheutal ab 1999 verpachtet an ENAG, Oberheutal–Schelklingen ab 1.6.2004 verpachtet an ENAG |
| Waldenburg (Württ)–Künzelsau                             | 12,2  | 4956 | 2.10.1892 | 10.5.1890 | 1.8.1995 | |
| Schiltach–Schramberg                                     | 8,8   | 4252 | 9.10.1892 | 24.5.1887 und württ.-bad. Staatsvertrag vom 15.7.1887 | 1.11.1991 | |
| Marbach (Neckar)–Abzw Heilbronn Pfühl                    | 37,0  | 4932 | 10.5.1894 (Marbach (Neckar)–Beilstein) 25.11.1899 (Beilstein–Ilsfeld) 1.12.1900 (Ilsfeld–Heilbronn Süd) 11.4.1901 (Heilbronn Süd–Abzw Heilbronn Pfühl) | 9.6.1891 | 1.1.1969 (Steinheim (Murr)–Talheim) 29.5.1976 (Talheim–Heilbronn-Sontheim) 30.9.1985 (Heilbronn-Sontheim–Heilbronn Süd) 1.10.1990 Abzw EnBW–Steinheim (Murr) 28.7.1992 Marbach (Neckar)–Abzw EnBW 16.8.2000 (Heilbronn Süd–Abzw Heilbronn Pfühl) | Schmalspurbahn (750 mm) bis Heilbronn Süd, Dreischienengleis bis Abzw Murr (ab 1939) und ab Talheim Umspurung Marbach (Neckar)–Steinheim (Murr) 14.7.1968–18.9.1968 Abschnitt bis Abzw EnBW 28.7.1992–2015 Anschlussgleis der EnBW |
| Stuttgart Nord Gbf–Abzw Stuttgart Pragtunnel             | 1,1   | 4803 | 1.11.1895 | 15.6.1893 | in Betrieb | |
| Lauffen (Neckar)–Leonbronn                               | 20,3  | 4901 | 28.8.1896 (Lauffen (Neckar)–Güglingen) 19.10.1901 (Güglingen–Leonbronn) | 14.7.1895 (Lauffen (Neckar)–Güglingen) 29.7.1899 (Güglingen–Leonbronn) | 1.7.1995 | Schmalspurbahn (750 mm), Umspurung Lauffen (Neckar)–Brackenheim 3.5.1964–27.9.1964, Brackenheim–Güglingen 3.5.1964–11.10.1964, Güglingen–Leonbronn 3.5.1964–25.7.1965 |
| Stuttgart-Untertürkheim Pbf–Kornwestheim Pbf             | 11,5  | 4720 | 1.10.1896 | 15.6.1893 | in Betrieb | |
| Bad Schussenried–Riedlingen                              | 29,3  | 4512 | 13.10.1896 (Bad Schussenried–Bad Buchau) 15.11.1915 (Bad Buchau–Dürmentingen) 27.11.1916 (Dürmentingen–Riedlingen) | 14.7.1895 (Bad Schussenried–Bad Buchau) 16.8.1907 (Bad Buchau–Riedlingen) | 2.10.1960 (Bad Buchau–Riedlingen) 1.1.1969 (Bad Schussenried–Bad Buchau) | Schmalspurbahn (750 mm) Bad Schussenried–Torfwerk 1970–2002 als normalspuriges Anschlussgleis des Bf. Bad Schussenried betrieben |
| Heilbronn Gbf–Heilbronn Hbf                              | 1,3   | 4910 | 17.12.1896 | 10.5.1890 | in Betrieb | |
| Verbindungskurve Heilbronn Gbf                           | 0,9   | 4911 | N.N. | N.N. | 1.12.1995 | |
| Stuttgart-Untertürkheim–Abzw Stuttgart Nürnberger Straße | 3,2   | 4721 | 1.5.1897 | 15.1.1893 | in Betrieb | |
| Friedrichshafen Stadt–Landesgrenze i. R. Lindau          | 15,1  | 4530 | 1.10.1899 | 19.5.1896 und württ.-bayer. Staatsvertrag vom 30.10.1895 | in Betrieb | |
| Kirchheim (Teck)–Oberlenningen                           | 11,0  | 4610 4612 (alte Trasse Kirchheim (Teck)–Kirchheim (Teck) Süd) | 1.10.1899 | 30.6.1898 | in Betrieb | Verlegung Bf. Kirchheim (Teck) 1976 (−0,5 km) |
| Biberach (Riß)–Ochsenhausen                              | 22,2  | - (Biberach (Riß)–Warthausen) 4511 (Warthausen–Ochenhausen) | 30.11.1899 (Warthausen–Ochsenhausen) 1.3.1900 (Biberach (Riß)–Warthausen) | 30.6.1898 | 31.5.1964 (Biberach (Riß)–Warthausen) 1.4.1983 (Warthausen–Ochsenhausen) | Schmalspurbahn (750 mm) seit 1985 Museumsbetrieb |
| Blaufelden–Langenburg                                    | 12,0  | 4954 | 22.1.1900 | 30.6.1898 | 1.11.1996 | |
| Landesgrenze v. R. Überlingen–Friedrichshafen Stadt      | 5,1   | 4331 | 2.10.1901 | 27.5.1899, württ.-bad. Staatsverträge vom 18.2.1865 und vom 11.11.1897 | in Betrieb | |
| Freudenstadt Hbf–Klosterreichenbach                      | 11,8  | 4240 | 21.11.1901 | 30.7.1898 | in Betrieb | |
| Süßen–Weißenstein                                        | 10,4  | 4731 | 7.12.1901 | 29.7.1899 | 26.9.1981 (Grünbach–Weißenstein) 22.12.1989 (Donzdorf–Grünbach) 1.7.1995 (Süßen–Donzdorf) | |
| Geislingen (Steige)–Wiesensteig                          | 21,3  | 4740 | 21.10.1903 | 29.7.1899 | 31.12.1968 (Deggingen–Wiesensteig) 25.09.1981 (Geislingen Altenstadt–Deggingen) 12.4.2002 (Geislingen (Steige)–Geislingen Altenstadt) | |
| Laupheim West–Schwendi                                   | 16,0  | 4510 | 17.5.1904 | 29.7.1899 und vom 21.2.1902 | 1.1.1986 (Laupheim Stadt–Schwendi) Laupheim West–Laupheim Stadt in Betrieb | |
| Roßberg–Bad Wurzach                                      | 11,0  | 4561 | 21.6.1904 | 29.7.1899 und vom 21.2.1902 | in Betrieb | zum 1.10.2004 an Stadt Bad Wurzach verkauft |
| Verbindungskurve Stuttgart-Zuffenhausen                  | 0,3   | - | 1.4.1908 | 23.7.1901 | vor 1935 | in Nebengleis des Bf Stuttgart-Zuffenhausen umgewandelt |
| Kirchheim (Teck)–Weilheim (Teck)                         | 8,9   | 4611 | 15.9.1908 | 21.2.1902 und vom 28.7.1905 | um 1985 (Holzmaden–Weilheim (Teck)) 1.8.1995 (Kirchheim (Teck)–Holzmaden) | Verlegung Bf. Kirchheim (Teck) 1976 (−0,5 km) |
| Schorndorf–Welzheim                                      | 22,8  | 4751 | 28.11.1908 (Schorndorf–Rudersberg) 25.11.1911 (Rudersberg–Welzheim) | 28.7.1905 | 06.04.1988 (Rudersberg–Welzheim) 1.1.1995 Wiedereröffnung Rudersberg–Rudersberg Nord, 10.6.2008 Wiedereröffnung Rudersberg Nord–Rudersberg-Oberndorf                                                                                             | am 6.5.1993 verkauft an Zweckverband „Verkehrsverband Wieslauftalbahn“, Rudersberg-Oberndorf–Welzheim ab 24.6.2003 an Schwäbische Waldbahn verpachtet für Museumsbetrieb seit 2011 |
| Tübingen–Herrenberg                                      | 21,4  | 4633 | 12.8.1909 (Pfäffingen–Herrenberg) 1.5.1910 (Tübingen–Pfäffingen) | 21.2.1902 und vom 28.7.1905 | 1.1.1969 (Entringen–Herrenberg), 1.8.1999 Wiedereröffnung | 1996 an Zweckverband ÖPNV im Ammertal verkauft |
| Landesgrenze v.R. Kempten–Isny                           | 5,7   | 5401 | 15.10.1909 | 16.8.1907 und württ.-bayer. Staatsvertrag vom 12.4.1905 | 1.6.1986 | |
| Landesgrenze v.R. Bieberehren–Weikersheim                | 3,2   | 5204 (Landesgrenze v.R. Bieberehren–Schäftersheim) 4955 (Schäftersheim–Weikersheim) | 17.11.1909 | 16.8.1907 und württ.-bayer. Staatsvertrag vom 12.4.1905 | 29.9.1990 | |
| Landesgrenze v.R. Bieberehren–Creglingen                 | 2,0   | 5205 | 17.11.1909 | 16.8.1907 und württ.-bayer. Staatsvertrag vom 12.4.1905 | 30.5.1992 | |
| Böblingen–Dettenhausen                                   | 17,0  | 4871 | 16.10.1910 (Böblingen–Weil im Schönbuch) 29.7.1911 (Weil im Schönbuch–Dettenhausen) | 16.8.1907 | 28.4.1990 (Böblingen Zimmerschlag–Dettenhausen), Wiedereröffnung 1.12.1996 | 1993 an Zweckverband Schönbuchbahn verkauft |
| Landesgrenze v.R. Gundelfingen (Bay)–Sontheim-Brenz      | 2,6   | 5352 | 1.5.1911 | 25.8.1909 und bayer.-württ. Staatsvertrag vom 12.4.1905 | 31.12.1964 | |
| Ulm Hbf (v.R. Augsburg)–Ulm Rbf (i.R. Sigmaringen)       | 3,2   | 4541 | 12.6.1911 | 27.5.1899 | in Betrieb | |
| Ulm Hbf Em Nord (v.R. Stuttgart)–Ulm Rbf                 | 1,7   | 4542 | 12.6.1911 | 27.5.1899 | in Betrieb | |
| Abzw Ulm Kienlesberg–Ulm Rbf                             | 1,4   | 4543 | 12.6.1911 | 27.5.1899 | in Betrieb | |
| Ulm Hbf (v.R. Friedrichshafen)–Ulm Rbf                   | 1,7   | 4544 | 12.6.1911 | 27.5.1899 | 7.3.2018 | 2013 überbaut, 2018 nachträglich förmlich stillgelegt |
| Schwäbisch Gmünd–Göppingen                               | 27,4  | 4750 | 1.8.1911 (Schwäbisch Gmünd–Wäschenbeuren) 15.5.1912 (Wäschenbeuren–Göppingen) | 28.7.1905 | 2.6.1984 (Schwäbisch Gmünd–Malits-Hohenstaufen) 1.12.1986 (Malits-Hohenstaufen–Faurndau Nord) Ende 1994 (Faurndau Nord–Göppingen) | |
| Balingen (Württ)–Schömberg (b Rottweil)                  | 12,9  | 4634 | 25.10.1911 | 16.8.1907 | in Betrieb | 2001 durch HzL gepachtet |
| Stuttgart-Bad Cannstatt–Stuttgart-Untertürkheim Gbf      | 2,5   | 4711 | 17.11.1912 | 13.8.1907 | in Betrieb | |
| Maulbronn West–Maulbronn                                 | 2,3   | 4841 | 1.8.1914 | 25.8.1909 | in Betrieb | 1998 durch AVG gepachtet |
| Böblingen–Renningen                                      | 14,3  | 4870 | 23.12.1914 (Böblingen–Sindelfingen) 1.10.1915 (Sindelfingen–Renningen) | 25.8.1909 | in Betrieb | |
| Ludwigsburg–Markgröningen                                | 8,4   | 4831 | 4.12.1916 | 15.8.1911 | 1.10.2005 | Ludwigsburg–Anschluss Fa. Lotter ab 1.10.2005 als Gleis des Bf. Ludwigsburg betrieben |
| Stuttgart-Feuerbach–Kornwestheim Rbf                     | 6,3   | 4811 | 29.7.1918 | 13.8.1907 | in Betrieb | |
| Stuttgart-Zazenhausen–Ludwigsburg                        | 6,6   | 4820 (Ostgleis) 4826 (Westgleis) | 1.6.1919 | 13.8.1907 | in Betrieb | |

## Strecken auswärtiger Gesellschaften
Diese Tabelle enthält die grenzüberschreitenden Eisenbahnstrecken Baden-Württembergs, im Zeitraum von 1846 bis 1905 durch auswärtige Eisenbahngesellschaften eröffnet wurden.
| Strecke                                                   | km   | VzG-Nr.                                                                                        | Eigentümer | Eröffnung  | Grundlage                                                                               | Stilllegung                                                                                             | Bemerkungen                                                                                   |
| Landesgrenze v.R. Bensheim–Heidelberg Hbf                 | 31,5 | 3601                                                                                           | Main-Neckar-Eisenbahn-Gesellschaft, ab 1.10.1902 BadStB | 1.8.1846   | bad.-hess.-frankfurter Staatsvertrag vom 25.2.1843                                      | Landesgrenze v.R. Bensheim–Abzw Heidelberg-Wieblingen in Betrieb                                        | Abzw Heidelberg-Wieblingen–Heidelberg Hbf nach Umspurung Mannheim–Heidelberg dort aufgegangen |
| Konstanz–Bundesgrenze i. R. Romanshorn                    | 0,5  | 4322                                                                                           | Schweizerische Nordostbahn, ab 1.2.1902 Schweizerische Bundesbahnen, ab N.N. DB                                                                            | 1.7.1871   | Thurgauer Konzession vom 5.4.1869 und bad.-schweizerischer Staatsvertrag vom 10.12.1870 | in Betrieb                                                                                              | [ 16 ]                                                                                        |
| Bundesgrenze v.R. Etzwilen–Singen (Hohentwiel)            | 6,9  | 4320                                                                                           | Schweizerische Nationalbahn, ab 1.10.1880 Schweizerische Nordostbahn, ab 1.2.1902 Schweizerische Bundesbahnen, ab 30.6.2006 Stiftung Museumsbahn SEHR & RS | 17.7.1875  | bad.-schweizerischer Staatsvertrag vom 25.5.1873                                        | 31.5.1996 (Rielasingen–Singen) Mai 2000 (Bundesgrenze v.R. Etzwilen–Rielasingen)                        |                                                                                               |
| Konstanz–Bundesgrenze i. R. Kreuzlingen                   | 0,5  | 4000                                                                                           | Schweizerische Nationalbahn, ab 1.10.1880 Schweizerische Nordostbahn, ab 1.2.1902 Schweizerische Bundesbahnen, ab N.N. DB                                  | 17.7.1875  | Thurgauer Konzession vom 11.1.1872 und bad.-schweizerischer Staatsvertrag vom 25.5.1873 | in Betrieb                                                                                              |                                                                                               |
| Mannheim-Neckarstadt–Landesgrenze i. R. Biblis            | 9,8  | 4010 (Mannheim-Waldhof–Landesgrenze i. R. Biblis) 4012 (Mannheim-Neckarstadt–Mannheim-Waldhof) | Hessische Ludwigs-Eisenbahn-Gesellschaft, zum 1.4.1897 verstaatlicht (Preuß.-Hess. Eisenbahngemeinschaft)                                                  | 15.10.1879 | hess. Konzession vom 3.8.1875 und bad.-hess. Staatsvertrag vom 19.2.1874                | 26.9.1971 (Mannheim-Neckarstadt–Mannheim-Waldhof) Mannheim-Waldhof–Landesgrenze i. R. Biblis in Betrieb |                                                                                               |
| Mannheim Hbf–Mannheim-Käfertal–Mannheim-Waldhof           | 9,4  | 4010                                                                                           | Hessische Ludwigs-Eisenbahn-Gesellschaft, zum 1.4.1897 verstaatlicht (Preuß.-Hess. Eisenbahngemeinschaft)                                                  | 1.5.1880   | hess. Konzession vom 3.8.1875 und bad.-hess. Staatsvertrag vom 19.2.1874                | in Betrieb                                                                                              |                                                                                               |
| Landesgrenze v.R. Erbach–Eberbach                         | 7,5  | 4113                                                                                           | Hessische Ludwigs-Eisenbahn-Gesellschaft, zum 1.4.1897 verstaatlicht (Preuß.-Hess. Eisenbahngemeinschaft)                                                  | 27.5.1882  | hess. Konzession vom 3.8.1875 und hess.-bad. Staatsvertrag vom 19.2.1874                | in Betrieb                                                                                              |                                                                                               |
| Weinheim (Bergstr)–Landesgrenze i. R. Fürth (Odenw)       | 2,9  | 4104                                                                                           | Großherzoglich Hessische Staatseisenbahnen | 1.7.1895   | hess. Gesetz vom 15.11.1890 und hess.-bad. Staatsvertrag vom N.N.                       | in Betrieb                                                                                              |                                                                                               |
| Bundesgrenze v.R. Eglisau–Bundesgrenze i. R. Schaffhausen | 8,2  | -                                                                                              | Schweizerische Nordostbahn, ab 1.2.1902 Schweizerische Bundesbahnen                                                                                        | 1.6.1897   | schweizerisch-bad. Staatsvertrag vom 21.5.1875                                          | in Betrieb                                                                                              |                                                                                               |
| Landesgrenze v.R. Lampertheim–Weinheim (Bergstr)          | 5,5  | 3578                                                                                           | Preuß.-Hess. Eisenbahngemeinschaft | 1.8.1905   | hess. Gesetz vom 22.6.1901 und hess.-bad. Staatsvertrag vom N.N.                        | 25.10.2005                                                                                              | bis 31.12.2010 als nichtöffentliche Anschlussbahn weiterbetrieben                             |

## Von der Deutschen Reichsbahn eröffnete Strecken
Diese Tabelle enthält die Eisenbahnstrecken in Baden-Württemberg, im Zeitraum von 1920 bis 1945 von der Deutschen Reichsbahn-Gesellschaft (1920–1937) bzw. von der Deutschen Reichsbahn (1937–1945) eröffnet wurden.
| Strecke                                               | km   | VzG-Nr.                                                       | Eröffnung | Grundlage | Stilllegung | Bemerkungen |
| Kornwestheim Rbf–Stuttgart-Stammheim                  | 1,9  | 4822                                                          | 1.10.1920 | württ. Gesetz vom 17.7.1913 | 1950er Jahre | in Gleis des Bf Kornwestheim umgewandelt |
| Stuttgart-Vaihingen–Echterdingen                      | 7,2  | 4862 (Stuttgart-Vaihingen–Leinfelden bis 1989) 4861 (ab 1989) | 1.10.1920 | württ. Gesetz vom 17.5.1919 | 20.5.1983 (Leinfelden–Echterdingen) 28.5.1989 Wiedereröffnung Stuttgart-Rohr–Oberaichen, 18.4.1993 Wiedereröffnung Oberaichen–Echterdingen | Leinfelden–Echterdingen zum 1.4.1933 an Stadt Stuttgart verkauft, zum 1.1.1934 an SSB, zum N.N. an DB Streckenbegradigung Stuttgart-Rohr–Oberaichen vor Wiedereröffnung |
| Böbingen (Rems)–Heubach                               | 4,4  | 4752                                                          | 30.10.1920 | württ. Gesetz vom 17.5.1919 | 30.5.1976 | |
| Verbindungskurve Appenweier-Muhrhaag–Appenweier Kurve | 1,4  | 4261                                                          | 1.4.1921 | Erlass des Bad. Ministeriums der Finanzen vom 8.3.1918 und des Kommissars des Chefs des Feldeisenbahnwesens in der Kriegsbetriebsleitung des Ministeriums der öffentlichen Arbeiten vom 27.3.1918 | in Betrieb | |
| Schönaicher First–Schönaich                           | 3,0  | 4872                                                          | 1.5.1922 | württ. Gesetz vom 17.5.1919 | 1.7.1959 | |
| Abzw Heidelberg-Wieblingen–Heidelberg Rbf             | 2,4  | 4101                                                          | 1.4.1923 | Erlass des Reichsverkehrsministeriums vom 23.10.1920 | 30.11.2000 | |
| Stuttgart-Untertürkheim–Stuttgart-Gaisburg            | 4,3  | 4725                                                          | 13.11.1923 | württ. Gesetz vom 13.8.1907 | Mitte 1980er (Stuttgart-Untertürkheim–Stuttgart Ost) N.N. (Stuttgart Ost–Stuttgart-Gaisburg Gbf)                                           | Stuttgart Ost–Stuttgart-Gaisburg Gbf in Anschlussgleis des Bf. Stuttgart Ost umgewandelt                                                                                |
| Stuttgart Hbf–Stuttgart Nord Gbf                      | 2,7  | 4802                                                          | 2.6.1924 | württ. Gesetz vom 13.8.1907 | in Betrieb | [ 17 ] |
| Künzelsau–Forchtenberg                                | 11,3 | 4956                                                          | 22.6.1924 | württ. Gesetz vom 15.8.1911 | 1.8.1995 | |
| Stuttgart Hbf–Esslingen (Vorortgleise)                | 13,4 | 4701                                                          | 26.5.1925 (Stuttgart Hbf–Stuttgart-Bad Cannstatt) 14.10.1931 (Stuttgart-Bad Cannstatt–Esslingen)                                                                                | württ. Gesetz vom 13.8.1907 | in Betrieb | [ 17 ] |
| Stuttgart Hbf–Bietigheim-Bissingen (Vorortgleise)     | 23,5 | 4801                                                          | 16.11.1925 (Stuttgart Hbf–Stuttgart-Feuerbach) Mai 1926 (Stuttgart-Feuerbach–Posten 12 (vor Kornwestheim)) 1929 (Posten 12–Ludwigsburg) 1940 (Ludwigsburg–Bietigheim-Bissingen) | württ. Gesetz vom 13.8.1907 | in Betrieb | [ 17 ] |
| Göppingen–Bad Boll                                    | 12,2 | 4730                                                          | 1.7.1926 | württ. Gesetz vom 17.5.1919 | 16.12.1997 | |
| Oppenau–Bad Griesbach                                 | 10,7 | 4262                                                          | 28.11.1926 (Oppenau–Bad Peterstal) 23.5.1933 (Bad Peterstal–Bad Griesbach) | bad. Gesetz vom 8.7.1914 | in Betrieb | |
| Titisee–Seebrugg                                      | 19,2 | 4301                                                          | 2.12.1926 | bad. Gesetz vom 22.7.1912 | in Betrieb | |
| Spaichingen–Reichenbach (Heuberg)                     | 17,7 | 4601                                                          | 26.5.1928 | württ. Gesetz vom 25.8.1909 | 29.5.1966 | |
| Leinfelden–Waldenbuch                                 | 11,7 | 4863                                                          | 23.6.1928 | württ. Gesetz vom 17.5.1919 | 1.10.1956 | |
| Raumünzach–Klosterreichenbach                         | 15,0 | 4240                                                          | 14.7.1928 | bad. Gesetz vom 4.6.1912, württ. Gesetz vom 17.5.1918 und württ.-bad. Staatsverträge vom 12.12.1908 und vom 15.12.1910                                                                            | in Betrieb | |
| Landesgrenze v.R. Neckarsteinach–Schönau              | 1,4  | 4112                                                          | 21.10.1928 | bad.-hess. Staatsvertrag vom 16.6.1914 | 1.11.1981 | |
| Schömberg (b Rottweil)–Rottweil                       | 16,1 | 4634                                                          | 26.10.1928 | württ. Gesetz vom 15.8.1911 | 26.9.1971 | |
| Tuttlingen–Hattingen (Baden)                          | 8,2  | 4661                                                          | 15.5.1934 | württ.-badischer Vertrag vom 23. / 27.2.1927 und Verfügung der Hauptverwaltung der DRG vom 31.3.1927                                                                                              | in Betrieb | [ 25 ] |
| Kornwestheim Rbf–Korntal                              | 4,2  | 4821                                                          | 1.12.1935 | württ. Gesetz vom 17.7.1913 | in Betrieb | |
| Verbindungskurve Abzw Hochhausen–Mosbach (Baden)      | 1,5  | 4122                                                          | 20.12.1939 | N.N. | 1972 | |
| Verbindungskurve Bregbrücke–Hüfingen Mitte            | 2,4  | -                                                             | ~1940 | N.N. | N.N. | [ 30 ] |
| Weil am Rhein–Basel Bad Rbf (Gr A)                    | 1,0  | 4415                                                          | 1.6.1940 | N.N. | in Betrieb | [ 1 ] |
| Verbindungskurve Abzw. Stegermatt–Abzw. Luginsland    | 1,2  | -                                                             | 1.9.1940 | N.N. | 1947 | [ 31 ] |
| Verbindungskurve Abzw Seewald–Abzw Rotenmoos          | 3,2  | 4534                                                          | 5.10.1940 | N.N. | 1.1.1957 | |
| Helfenstein–Eybtal                                    | 1,6  | 4741                                                          | 6.10.1940 | N.N. | 31.12.1947 | |
| Geislingen West–Eybtal                                | 2,3  | 4742                                                          | 6.10.1940 | N.N. | ca. 1960 | |
| Eybtal–Geislingen (Steige)                            | 1,5  | 4743                                                          | 6.10.1940 | N.N. | 1.12.1948 | |
| Verbindungskurve Mühlacker Em Süd–Mühlacker Em Nord   | 1,1  | 4840                                                          | 1941 | N.N. | in Betrieb | |
| Karlsruhe-Dammerstock–Karlsruhe West                  | ~1,5 | 4226                                                          | 1944 | N.N. | 25.9.1966 | |
| Wernau–Abzw Schnaitwald                               | 2,0  | -                                                             | 15.2.1945 | N.N. | 1946 | |

## Von der Deutschen Bundesbahn eröffnete Strecken
Diese Tabelle enthält die Eisenbahnstrecken in Baden-Württemberg, die von 1955 bis 1993 von der Deutschen Bundesbahn eröffnet wurden.
| Strecke                                                          | km    | VzG-Nr. | Eröffnung                                                                                                  | Grundlage                                                                                              | Stilllegung | Bemerkungen |
| Heidelberg Hbf (neu)–Abzw Heidelberg Königstuhl                  | 1,5   | 4100    | 8.5.1955                                                                                                   | N.N.                                                                                                   | in Betrieb  | [ 2 ]       |
| Stuttgart-Untertürkheim Pbf–Stuttgart Hafen                      | 2,1   | 4724    | 1958 | N.N.                                                                                                   | in Betrieb  |             |
| Esslingen–Plochingen (Vorortgleise)                              | 9,0   | 4701    | 27.9.1970                                                                                                  | Abkommen zwischen Deutscher Bundesbahn und Land Baden-Württemberg vom 23.9.1959                        | in Betrieb  | [ 17 ]      |
| Heilbronn-Klingenberg–Heilbronn Gbf                              | 2,3   | 4910    | 1975 | N.N.                                                                                                   | in Betrieb  |             |
| Kornwestheim Rbf–Abzw Kornwestheim Karlshöhe                     | 1,0   | 4828    | 1977 | N.N.                                                                                                   | in Betrieb  |             |
| Stuttgart Hbf–Stuttgart-Vaihingen                                | 10,1  | 4861    | 1.10.1978 (Stuttgart Hbf–Stuttgart Schwabstraße) 29.9.1985 (Stuttgart Schwabstraße–Stuttgart-Vaihingen)    | Rahmenabkommen zwischen Deutscher Bundesbahn, Land Baden-Württemberg und Stadt Stuttgart vom Dez. 1968 | in Betrieb  | [ 25 ]      |
| Wendeanlage Stuttgart Schwabstraße                               | 1,5   | 4864    | 1.10.1978                                                                                                  | Rahmenabkommen zwischen Deutscher Bundesbahn, Land Baden-Württemberg und Stadt Stuttgart vom Dez. 1968 | in Betrieb  | [ 25 ]      |
| Stuttgart-Bad Cannstatt–Waiblingen (S-Bahn-Gleise)               | 8,5   | 4713    | 26.9.1981                                                                                                  | Rahmenabkommen zwischen Deutscher Bundesbahn, Land Baden-Württemberg und Stadt Stuttgart vom Dez. 1968 | in Betrieb  | [ 17 ]      |
| Bahnstrecke Stuttgart Hafen–Stuttgart Ost                        | 1,7   | 4723    | Mitte 1980er                                                                                               | N.N.                                                                                                   | in Betrieb  | [ 29 ]      |
| Mannheim Hbf–Mannheim-Neckarstadt–Mannheim-Waldhof               | 6,4   | 4011    | 2.6.1985                                                                                                   | BVWP 1973                                                                                              | in Betrieb  | [ 1 ]       |
| Mannheim Hbf–Stuttgart-Zuffenhausen (SFS)                        | 100,8 | 4080    | 31.5.1987 (Mannheim Hbf–Abzw Waghäusel Saalbach) 9.5.1991 (Abzw Waghäusel Saalbach–Stuttgart-Zuffenhausen) | BVWP 1973                                                                                              | in Betrieb  | [ 14 ]      |
| Abzw Waghäusel Saalbach–Graben-Neudorf (SFS)                     | 7,0   | 4082    | 31.5.1987                                                                                                  | BVWP 1973                                                                                              | in Betrieb  | [ 14 ]      |
| Verbindungskurve Abzw Ubstadt-Weiher–Abzw Rollenberg             | 2,6   | 4083    | 2.6.1991                                                                                                   | BVWP 1973                                                                                              | in Betrieb  | [ 14 ]      |
| Verbindungskurve Abzw Bruchsal Nord–Abzw Rollenberg              | 2,2   | 4085    | 2.6.1991                                                                                                   | N.N.                                                                                                   | in Betrieb  | [ 14 ]      |
| Verbindungskurve Stuttgart-Zazenhausen–Stuttgart-Zuffenhausen Em | 1,4   | 4812    | 2.6.1991                                                                                                   | N.N.                                                                                                   | in Betrieb  | [ 14 ]      |
| Bühl (Baden) F–Achern (F) (NBS)                                  | 8,1   | 4280    | 7.3.1993                                                                                                   | BVWP 1973                                                                                              | in Betrieb  |             |
| Echterdingen–Stuttgart Flughafen/Messe                           | 1,8   | 4861    | 18.4.1993                                                                                                  | Rahmenabkommen zwischen Deutscher Bundesbahn, Land Baden-Württemberg und Stadt Stuttgart vom Dez. 1968 | in Betrieb  |             |

## Von der Deutschen Bahn eröffnete Strecken
Diese Tabelle enthält die Eisenbahnstrecken in Baden-Württemberg, die von der Deutschen Bahn eröffnet wurden.
| Strecke                                                     | km   | VzG-Nr. | Eröffnung                                                                     | Grundlage | Stilllegung | Bemerkungen                                                             |
| Fellbach–Waiblingen (Außengleis)                            | 2,3  | 4714    | ca. 2000                                                                      | N.N.      | in Betrieb  |                                                                         |
| Abzw Rastatt-Süd–Offenburg (NBS)                            | 36,0 | 4280    | 10.6.2001 (Bühl (Baden) F–Offenburg) 12.12.2004 (Abzw Rastatt-Süd–Achern (F)) | BVWP 1973 | in Betrieb  | Abschnitt Bühl (Baden) F–Achern (F) (8,4 km) 1993 durch die DB eröffnet |
| Stuttgart Flughafen/Messe–Filderstadt                       | 3,3  | 4861    | 29.9.2001                                                                     | N.N.      | in Betrieb  |                                                                         |
| Landesgrenze v.R. Ludwigshafen–Mannheim Hbf (S-Bahn-Gleise) | 1,1  | 3401    | 2003                                                                          | N.N.      | in Betrieb  |                                                                         |
| Landesgrenze v.R. Neu-Ulm–Ulm Hbf (viergleisiger Ausbau)    | 1,0  | 5302    | Nov. 2007                                                                     | BVWP 1992 | in Betrieb  |                                                                         |
| Laupheim Kurve Ost–Laupheim Kurve Süd                       | 0,5  | 4513    | 12.6.2011                                                                     | N.N.      | in Betrieb  |                                                                         |
| Abzw Schliengen Nord–Eimeldingen (Katzenbergtunnel) (NBS)   | 16,8 | 4280    | 4.12.2012                                                                     | BVWP 1973 | in Betrieb  |                                                                         |
| Wendlingen (Neckar)–Abzw Wendlingen Rübholz (NBS)           | 1,1  | 4615    | 11.12.2022                                                                    | BVWP 1992 | in Betrieb  |                                                                         |
| Abzw Wendlingen Rübholz–Ulm Hbf (SFS)                       | 58,8 | 4813    | 11.12.2022                                                                    | BVWP 1992 | in Betrieb  |                                                                         |

## Als Privatbahn eröffnete Strecken
Diese Tabelle enthält die Eisenbahnstrecken in Baden-Württemberg, als Privatbahn eröffnet wurden.
| Strecke                                                              | km       | VzG-Nr. | Eigentümer / EIU | Eröffnung | Grundlage | Stilllegung | Bemerkungen |
| Wendlingen (Neckar)–Kirchheim (Teck)                                 | 6,5      | 4610 4612 (alte Trasse Kirchheim (Teck)-Ötlingen–Kirchheim (Teck)) | Kirchheimer Eisenbahngesellschaft, zum 1.1.1899 verstaatlicht | 21.9.1864 | württ. Konzession vom 6.10.1863 | in Betrieb | Verlegung Bf. Kirchheim (Teck) 1976 (+0,5 km) |
| Metzingen (Württ)–Bad Urach                                          | 10,4     | 4621 | Ermstalbahn-Gesellschaft, zum 1.4.1904 verstaatlicht, ab 1.1.1994 ENAG | 27.12.1873 | württ. Konzession vom 20.7.1872 | in Betrieb | |
| Stuttgart Marienplatz–Stuttgart Degerloch                            | 1,9      | - | Maschinenfabrik Esslingen, ab 14.1.1885 Filderbahn-Gesellschaft, ab 11.8.1905 WN, ab 1.3.1920 Stadt Stuttgart, ab 1.1.1934 SSB | 23.8.1884 | württ. Konzession vom 28.4.1884 | zum N.N. umgewandelt in Straßenbahn | schmalspurige Zahnradbahn (1000 mm) |
| Mannheim Weinheimer Bf–Weinheim–Heidelberg–Mannheim Friedrichsbrücke | 54,6     | 9400 (Weinheim Oberrhein Eisenb–Mannheim-Käfertal Oberrhein Eisenbahn), 9401 (Heidelberg-Handschuhsheim–Weinheim Oberrhein Eisenb), 9402 (Mannheim Kurpfalzbrücke–Heidelberg Hbf) | Badisches Eisenbahnkonsortium aus Bank für Handel und Industrie, Rheinischer Kreditbank, Bankhaus W. H. Ladenburg & Söhne und Herrmann Bachstein, ab 1.4.1897 SEG, ab 8.7.1911 OEG, ab 1.4.1921 Stadt Mannheim, ab 1927 OEG, ab 16.3.2010 MVV Verkehr GmbH | 12.9.1887 (Mannheim Weinheimer Bf–Weinheim (Bergstr)) 4.10.1890 (Weinheim (Bergstr)–Heidelberg Bismarckplatz) 6.6.1891 (Heidelberg Bismarckplatz–Edingen (Baden)) 13.7.1891 (Edingen (Baden)–Mannheim Friedrichsbrücke) 19.1.1892 (Mannheim Friedrichsbrücke–Mannheim Weinheimer Bf) | bad. Konzessionen vom 15.9.1886 (Mannheim Weinheimer Bf-Weinheim (Bergstr)), 18.10.1889 (Weinheim (Bergstr)-Heidelberg Bismarckplatz), 18.6.1890 (Heidelberg Bismarckplatz-Mannheim Friedrichsbrücke), 10.11.1891 (Mannheim Friedrichsbrücke-Mannheim Weinheimer Bf) | 31.5.1969 (Edingen (Baden)–Mannheim-Seckenheim Bahnhof), 29.9.1973 (Mannheim Weinheimer Bf), Mannheim–Weinheim–Heidelberg–Edingen (Baden) und Mannheim-Seckenheim Bahnhof–Mannheim Friedrichsbrücke in Betrieb, teilweise als Straßenbahn                                         | Schmalspurbahn (1000 mm), 16.7.1903 Trassenverlegung in Kronprinzenstr. (Friedrich-Ebert-Str.) in Mannheim, 7.5.1912 Trassenverlegung Weinheim-Stahlbad–Weinheim, 6.10.1929 Trassenverlegung Heidelberg-Wieblingen Ort–Edingen (Baden) |
| Ravensburg–Baienfurt                                                 | 6,6      | 4522 | LAG, per Gesetz vom 16.6.1938 zum 1.8.1938 verstaatlicht | 6.1.1888 (Ravensburg–Weingarten (Württ)) 1.9.1910 (Weingarten (Württ) Charlottenplatz–Weingarten (Württ) Gbf) 13.9.1911 (Weingarten (Württ) Gbf–Baienfurt Ort) | württ. Konzessionen vom 15.11.1887 (Ravensburg–Weingarten (Württ)), 21.8.1909 (Weingarten (Württ) Charlottenplatz–Baienfurt Ort) | zum N.N. umgewandelt in Straßenbahn, stillgelegt zum 1.1.1964 | Schmalspurbahn (1000 mm) |
| Stuttgart-Degerloch–Stuttgart-Hohenheim                              | 8,5      | - | Filderbahn-Gesellschaft, ab 11.8.1905 WN, ab 1.3.1920 Stadt Stuttgart, ab 1.1.1934 SSB | 12.12.1888 | württ. Konzession vom 24.5.1888 | 18.12.1967 (Stuttgart-Plieningen–Stuttgart-Hohenheim), Stuttgart-Degerloch–Stuttgart-Plieningen zum N.N. umgewandelt in Straßenbahn | Schmalspurbahn (1000 mm), ab 1.10.1902 Dreischienengleis Stuttgart-Degerloch–Stuttgart-Möhringen mit württ. Konzession vom 25.9.1902, zum 14.2.1906 neue Trassenführung Stuttgart-Möhringen–Stuttgart-Hohenheim mit Dreischienengleis, 30.11.1963 Abbau Dreischienengleis Stuttgart-Möhringen–Stuttgart-Hohenheim, 14.2.1983 Dreischienengleis Stuttgart-Möhringen–Stuttgart-Hohenheim für Stadtbahn, ab 1990 Dreischienengleis Stuttgart-Degerloch–Stuttgart-Möhringen für Stadtbahn |
| Zell (Wiesental)–Todtnau                                             | 18,8     | - | Badisches Eisenbahnkonsortium aus Bank für Handel und Industrie, Rheinischer Kreditbank, Bankhaus W. H. Ladenburg & Söhne und Herrmann Bachstein, ab 1.4.1897 SEG, ab 1.10.1953 MEG                                                                        | 7.7.1889 | bad. Konzession vom 7.2.1888 | 24.9.1967 | Schmalspurbahn (1000 mm) |
| Karlsruhe Lokalbahnhof–Durmersheim                                   | 15,9     | - | Badisches Eisenbahnkonsortium aus Bank für Handel und Industrie, Rheinischer Kreditbank, Bankhaus W. H. Ladenburg & Söhne und Herrmann Bachstein, ab 1897 SEG, ab 1.1.1915 Stadt Karlsruhe                                                                 | 6.10.1890 | bad. Konzession vom 2.12.1889 | 26.4.1936 (Mörsch–Durmersheim) 14.8.1937 (Grünwinkel–Mörsch) 1939 (Lokalbahnhof–Kühler Krug) 1952 (um Karlsruhe West) | Schmalspurbahn (1000 mm) 15.8.1917 Trassenverlegung Mathystr. / Gartenstr. in Karlsruhe |
| Karlsruhe Lokalbahnhof–Spöck                                         | 15,9     | - | Badisches Eisenbahnkonsortium aus Bank für Handel und Industrie, Rheinischer Kreditbank, Bankhaus W. H. Ladenburg & Söhne und Herrmann Bachstein, ab 1.4.1897 SEG, ab 1.1.1915 Stadt Karlsruhe                                                             | 29.1.1891 (Karlsruhe Lokalbahnhof–Neuer Friedhof) 11.1.1892 (Karlsruhe Neuer Friedhof–Spöck) | bad. Konzession vom 2.12.1889 | 31.12.1921 (Hagsfeld–Spöck) 1939 (Lokalbahnhof–Friedhof) 31.3.1955 (Friedhof–Hagsfeld) | Schmalspurbahn (1000 mm) |
| Kehl Pbf–Bühl (Baden)                                                | 38,8     | 9424 (Schwarzach (Baden)–Bühl (Baden)) | SSG, ab 15.8.1922 Land Baden, ab 1.7.1923 MEG, ab 1.10.1971 SWEG | 11.1.1892 | bad. Konzession vom 30.4.1890 | 1944 (Kehl Pbf–Kehl Turnhalle) 24.9.1966 (Kehl Turnhalle–Auenheim) 30.12.1967 (Auenheim–Rheinbischofsheim) 27.9.1968 (Rheinbischofsheim–Freistett) 30.8.1971 (Freistett–Scherzheim Gbf) 31.12.1980 (Scherzheim Gbf–Schwarzach (Baden)) Schwarzach (Baden)–Bühl (Baden) in Betrieb | Schmalspurbahn (1000 mm), Verlegung in Kehl 1932, Umspurung Schwarzach (Baden)–Bühl (Baden) 2.8.1971–26.6.1972 |
| Donaueschingen–Furtwangen                                            | 32,4     | 9430 (Hüfingen–Bräunlingen) | Badisches Eisenbahnkonsortium aus Bank für Handel und Industrie, Rheinischer Kreditbank, Bankhaus W. H. Ladenburg & Söhne und Herrmann Bachstein, ab 1.4.1897 SEG, ab 1.10.1953 MEG, ab 1.10.1971 SWEG                                                     | 20.10.1892 (Donaueschingen–Hammereisenbach) 1.8.1893 (Hammereisenbach–Furtwangen) | bad. Konzession vom 27.4.1891 | 1.10.1972 (Bräunlingen–Furtwangen) Hüfingen–Bräunlingen zum 1.9.2003 reaktiviert | 20.8.1901 Abschnitt Donaueschingen-Hüfingen Betriebsführung von der Staatsbahn übernommen (in Höllentalbahn integriert) und Gemeinschaftsbetrieb mit SEG eingeführt, Hüfingen–Bräunlingen 1.10.1972–31.08.2003 als Anschlussbahn betrieben |
| Rhein–Ettenheimmünster                                               | 15,9     | - | Konsortium aus Mitteldeutscher Creditbank, Baron von Cohn, und Vering & Waechter, ab 1.4.1899 DEBG, ab 26.4.1963 SWEG | 22.12.1893 | bad. Konzession vom 4.2.1893 | 24.10.1921 (Rhein–Orschweier) 18.8.1957 (Ettenheim–Ettenheimmünster) 31.8.1966 (Orschweier–Ettenheim) | Schmalspurbahn (1000 mm), 6.8.1922–17.9.1922 Umspurung Orschweier–Ettenheim, 6.8.1922–21.1.1923 Umspurung Orschweier–Münchweier, 6.8.1922–11.12.1927 Umspurung Orschweier–Ettenheimmünster |
| Ottenheim Rheinufer–Seelbach (b Lahr)                                | 19,2     | - | Lahrer Straßenbahn-Gesellschaft, ab 1.7.1923 MEG | 30.11.1894 (Ottenheim Rheinufer–Reichenbach b Lahr) 30.12.1894 (Reichenbach b Lahr–Seelbach (b Lahr)) | bad. Konzessionen vom 30.10.1890 und vom 29.12.1893 | 20.5.1951 (Lahr Schlüssel–Seelbach (b Lahr)) 31.3.1952 (Lahr ME–Lahr Schlüssel) 1.10.1959 (Ottenheim Rheinufer–Lahr ME) | Schmalspurbahn (1000 mm), 1.6.1910 Verlegung in Dinglingen, 1956 Verlegung in Langenwinkel |
| Gottenheim–Riegel Ort Riegel DB–Endingen                             | 13,7 5,5 | 9432 9431 | Badisches Eisenbahnkonsortium aus Bank für Handel und Industrie, Rheinischer Kreditbank, Bankhaus W. H. Ladenburg & Söhne und Herrmann Bachstein, ab 1.4.1897 SEG, ab 1953 MEG, ab 1.10.1971 SWEG                                                          | 15.12.1894 (Gottenheim–Riegel Ort) 15.12.1894 (Riegel DB–Endingen) | bad. Konzession vom 9.1.1893 | in Betrieb | |
| Bad Krozingen–Sulzburg                                               | 11,0     | 9433 | Konsortium aus Mitteldeutscher Creditbank, Baron von Cohn, und Vering & Waechter, ab 31.3.1899 DEBG, ab 26.4.1963 SWEG | 22.12.1894 | bad. Konzession vom 15.4.1894 | 15.3.1973 (Staufen–Sulzburg) Bad Krozingen–Staufen in Betrieb | Staufen–Grunern zum 15.3.1973 (bis 1996) umgewandelt in Gleis des Bf Staufen |
| Haltingen–Kandern                                                    | 12,9     | 9440 | Konsortium aus Mitteldeutscher Creditbank, Baron von Cohn und Vering & Waechter, ab 1.4.1899 DEBG, ab 26.4.1963 SWEG, ab N.N. Zweckverband Kandertalbahn                                                                                                   | 1.5.1895 | bad. Konzession vom 15.4.1894 | 14.4.1985, 1986 reaktiviert | |
| Endingen–Breisach                                                    | 20,9     | 9431 | Badisches Eisenbahnkonsortium aus Bank für Handel und Industrie, Rheinischer Kreditbank, Bankhaus W. H. Ladenburg & Söhne und Herrmann Bachstein, ab 1.4.1897 SEG, ab 1953 MEG, ab 1.10.1971 SWEG                                                          | 7.9.1895 | bad. Konzession vom 9.1.1893 | in Betrieb | |
| Meckenbeuren–Tettnang                                                | 4,2      | 4523 | LAG, per Gesetz vom 16.6.1938 zum 1.8.1938 verstaatlicht | 4.12.1895 | württ. Konzession vom 28.2.1895 | 1.2.1996 | |
| Müllheim (Baden)–Badenweiler                                         | 7,6      | - | Müllheim-Badenweiler Eisenbahn AG, ab 29.3.1955 MEG | 15.2.1896 | bad. Konzession vom 6.2.1895 | 22.5.1955 | |
| Bruchsal–Hilsbach                                                    | 26,5     | 9412 | WeEG, ab 1.1.1899 BLEAG, ab 1.1.1932 DEBG, ab 26.4.1963 SWEG, ab 1994 AVG | 5.3.1896 (Bruchsal–Odenheim) 3.9.1900 (Odenheim–Hilsbach) | bad. Konzessionen vom 5.10.1894 (Bruchsal–Odenheim), 26.8.1899 (Odenheim–Hilsbach) | 13.10.1960 (Tiefenbach–Hilsbach) 31.1.1975 (Odenheim Ost–Tiefenbach) 1.6.1986 (Odenheim–Odenheim Ost) Bruchsal–Odenheim in Betrieb | |
| Ubstadt Ort–Menzingen (Baden)                                        | 14,7     | 9413 | WeEG, ab 1.1.1899 BLEAG, ab 1.1.1932 DEBG, ab 26.4.1963 SWEG, ab 1994 AVG | 5.3.1896 | bad. Konzession vom 5.10.1894 | in Betrieb | |
| Bühl (Baden)–Oberbühlertal                                           | 5,9      | - | WeEG, ab 1.1.1899 BLEAG, ab 1.1.1932 DEBG | 28.12.1896 | bad. Konzession vom 5.4.1895 | 15.9.1958 | |
| Karlsruhe Meßplatz–Bad Herrenalb                                     | 26,5     | 9420 (Karlsruhe Albtalbahnhof–Bad Herrenalb) | WeEG, ab 1.1.1899 BLEAG, ab 1.1.1932 DEBG, ab 1.4.1957 AVG | 1.12.1897 (Karlsruhe Meßplatz–Ettlingen Stadt) 15.5.1898 (Ettlingen Stadt–Frauenalb-Schielberg) 2.7.1898 (Frauenalb-Schielberg–Bad Herrenalb) | bad. Konzession vom 17.11.1896, württ. Konzession vom 18.7.1897 | 22.3.1915 (bis Karlsruhe Albtalbahnhof) Karlsruhe Albtalbahnhof–Bad Herrenalb in Betrieb | Schmalspurbahn (1000 mm), Dreischienengleis bis Busenbach, ab 1906 bis Etzenrot. 1910–1915 mehrmalige Streckenverlegung in Karlsruhe, 1958–1961 Umbau auf Normalspur |
| Stuttgart-Möhringen–Neuhausen (Filder)                               | 14,3     | - | Filderbahn-Gesellschaft, ab 11.8.1905 WN, ab 1.3.1920 Stadt Stuttgart, Echterdingen–Neuhausen (Filder) zum 1.10.1920 verstaatlicht, Gesamtstrecke ab 1.1.1934 SSB                                                                                          | 24.12.1897 | württ. Konzession vom 17.4.1896 | 30.9.1920 (Unteraichen–Echterdingen) 25.12.1922 (Stuttgart-Möhringen–Unteraichen), 1927 Wiedereröffnung als Straßenbahn (1000 mm) (Stuttgart-Möhringen–Unteraichen) 20.5.1983 (Echterdingen–Neuhausen (Filder))                                                                   | Schmalspurbahn (1000 mm), Umspurung zum 1.10.1902 bis Echterdingen, zum 15.10.1902 bis Bernhausen, zum 1.11.1902 bis Neuhausen (Filder), mit württ. Konzession vom 25.9.1902. 1937 Trassenverlegung Echterdingen–Bernhausen für den Flughafen Echterdingen, Stuttgart-Möhringen–Unteraichen heute Stadtbahn |
| Stuttgart-Möhringen–Stuttgart-Vaihingen                              | 2,7      | - | Filderbahn-Gesellschaft, ab 11.8.1905 WN, ab 1.3.1920 Stadt Stuttgart, ab 1.1.1934 SSB | 24.12.1897 | württ. Konzession vom 17.4.1896 | zum N.N. umgewandelt in Straßenbahn | Schmalspurbahn (1000 mm), ab 10.11.1902 Dreischienengleis mit württ. Konzession vom 25.9.1902 |
| Kehl Pbf–Ottenheim                                                   | 24,7     | - | SSG, ab 15.8.1922 Land Baden, ab 1.7.1923 MEG | 1.4.1898 | bad. Konzession vom 20.11.1896 | 15.3.1959 (Kehl–Altenheim) 1.10.1959 (Altenheim–Ottenheim) | Schmalspurbahn (1000 mm) |
| Altenheim–Offenburg Nb                                               | 11,3     | - | SSG, ab 15.8.1922 Land Baden, ab 1.7.1923 MEG | 15.7.1898 | bad. Konzession vom 20.11.1896 | 1.6.1957 (Schutterwald–Offenburg) 20.5.1961 (Müllen–Schutterwald) 11.7.1961 (Altenheim–Müllen) | Schmalspurbahn (1000 mm) |
| Achern–Ottenhöfen                                                    | 10,7     | 9426 | Konsortium aus Mitteldeutscher Creditbank, Baron von Cohn und Vering & Waechter, ab 1.4.1917 DEBG, ab 26.4.1963 SWEG | 3.9.1898 | bad. Konzession vom 2.7.1896 | in Betrieb | |
| Trossingen Bahnhof–Trossingen Stadt                                  | 3,9      | 9463 | AG Elektrizitätswerk und Verbindungsbahn Trossingen, ab 1908 Stadt Trossingen | 14.12.1898 | württ. Konzession vom 31.12.1898 | in Betrieb | |
| Waldbronn-Busenbach–Pforzheim Leopoldplatz                           | 32,1     | 9421 (Waldbronn-Busenbach-Ittersbach) | WeEG, ab 1.1.1899 BLEAG, zum 1.8.1911 Brötzingen–Pforzheim Leopoldplatz an Stadt Pforzheim, zum 28.1.1931 Ittersbach–Brötzingen an Stadt Pforzheim, Busenbach–Ittersbach 1932 an DEBG, ab 1.4.1957 AVG                                                     | 10.4.1899 (Waldbronn-Busenbach–Ittersbach) 2.1.1900 (Ittersbach–Brötzingen) 2.7.1901 (Brötzingen–Pforzheim Leopoldplatz) | bad. Konzession vom 17.11.1896 und württ. Konzession vom 18.7.1897 | 2.1.1931 (Busenbach–Ittersbach), Wiedereröffnung 1932 14.11.1964 (Langensteinbach Süd–Ittersbach), 16.10.1975 Wiedereröffnung in Normalspur mit neuer Streckenführung 3.8.1968 (Ittersbach–Pforzheim Leopoldplatz)                                                                | Schmalspurbahn (1000 mm), 1964–1966 Umspurung Busenbach–Langensteinbach Süd |
| Reutlingen Staatsbahnhof–Eningen Ort                                 | 4,8      | - | Hermann Ritter v. Schwind, ab 1.2.1903 Gemeinde Eningen, ab 1.6.1911 WEG, ab 1.3.1944 Stadt Reutlingen | 1.11.1899 | württ. Konzession vom 3.10.1898 | zum N.N. umgewandelt in Straßenbahn, stillgelegt zum 19.10.1974 | Schmalspurbahn (1000 mm) |
| Sigmaringendorf–Hanfertal                                            | 9,7      | 9462 | HzL | 28.3.1900 (Sigmaringendorf–Bingen (Hohenz)) 6.12.1908 (Bingen (Hohenz)–Hanfertal) | württ. Konzession vom 5./8.6.1899 und preußische Genehmigung vom 28.6.1899 / 22.7.1903 (Sigmaringendorf–Bingen (Hohenz)) preußische Genehmigung vom 12.6.1907 (Bingen (Hohenz)–Hanfertal)                                                                            | in Betrieb | |
| Nürtingen–Neuffen                                                    | 8,9      | 9465 | WEG | 1.6.1900 | württ. Konzession vom 30.6.1899 | in Betrieb | |
| Mannheim-Waldhof Gbf–Mannheim-Sandhofen                              | 3,3      | 9404 | Bahngesellschaft Waldhof-Sandhofen | 18.7.1900 | bad. Konzession vom 26.8.1899 | N.N. (Mannheim-Sandhofen Zellstoff–Mannheim-Sandhofen) N.N. (Mannheim-Waldhof Gbf–Mannheim-Sandhofen Zellstoff) | Mannheim-Waldhof Gbf–Mannheim-Sandhofen Zellstoff umgewandelt in Anschlussgleis des Bf Mannheim-Waldhof |
| Möckmühl–Dörzbach                                                    | 39,1     | 9490 | Konsortium aus Mitteldeutscher Creditbank, Baron von Cohn, und Vering & Waechter, ab 16.3.1926 DEBG, ab 26.4.1963 SWEG, ab 2004 Jagsttalbahn AG | 18.12.1900 | württ. Konzession vom 4.1.1899, bad. Konzession vom 13.1.1899 | unklar | Schmalspurbahn (750 mm) 23.12.1988 formal nur vorübergehende Einstellung des Betriebs, seit 21.11.2021 km 38,6–Dörzbach Museumsbetrieb |
| Hechingen Landesb–Gammertingen                                       | 27,0     | 9466 | HzL | württ. Konzession vom 5./8.6.1899 und preußische Genehmigung vom 28.6.1899 / 22.7.1903 (Hechingen Landesb–Burladingen) preußische Genehmigung vom 12.6.1907 (Burladingen–Gammertingen)                                                                                               | 18.3.1901 (Hechingen Landesb–Burladingen) 6.12.1908 (Burladingen–Gammertingen) | in Betrieb | |
| Wiesloch-Walldorf–Meckesheim                                         | 18,8     | N.N. | BLEAG, ab 1.1.1932 DEBG, ab 26.4.1963 SWEG | 14.5.1901 | bad. Konzession vom 17.2.1899 | 1.10.1922 (Schatthausen–Meckesheim) 16.11.1968 (Dielheim–Schatthausen) 31.1.1975 (Altwiesloch–Dielheim) 1976 (km 3,6 (Agl Wellpappe)–Altwiesloch) 1986/87 (Wiesloch Stadt–km 3,6 (Agl Wellpappe)) 1.10.1993 (Wiesloch-Walldorf–Wiesloch Stadt)                                    | |
| Eyach HZL–Hechingen Landesb                                          | 27,9     | 9460 | HzL | 17.6.1901 (Eyach HZL–Stetten (b Haigerloch)) 24.12.1912 (Stetten (b Haigerloch)–Hechingen Landesb) | württ. Konzession vom 5./8.6.1899 und preußische Genehmigung vom 28.6.1899 / 22.7.1903 (Eyach HZL–Stetten (b Haigerloch)), preußische Genehmigung vom 5.1.1912 (Stetten (b Haigerloch)–Hechingen Landesb)                                                            | in Betrieb | |
| Albstadt-Ebingen–Albstadt-Onstmettingen                              | 8,2      | 9464 | WEG | 14.7.1901 | württ. Konzession vom 19.10.1899 | 29.7.1998 | |
| Wiesloch Stadt–Waldangelloch                                         | 13,1     | N.N. | BLEAG, ab 1.1.1932 DEBG, ab 26.4.1963 SWEG | 16.10.1901 | bad. Konzession vom 17.2.1899 | 31.5.1980 | |
| Amstetten (Württ) Schmalspurbahn–Laichingen                          | 19,0     | N.N. | WEG, Amstetten–Oppingen ab 1986 Gemeinde Amstetten, ab N.N. verpachtet an UEF | 20.10.1901 | württ. Konzession vom 24.10.1899 | 31.8.1985 | Schmalspurbahn (1000 mm), seit 14.07.1990 Museumsbetrieb Amstetten–Oppingen durch UEF |
| Aalen–Landesgrenze i. R. Dillingen                                   | 40,2     | - | BLEAG, ab 1.10.1910 WN | 31.10.1901 (Aalen–Ballmertshofen) 4.4.1906 (Ballmertshofen–Landesgrenze i. R. Dillingen) | württ. Konzessionen vom 16.7.1900 (Aalen–Ballmertshofen), 28.7.1905 (Ballmertshofen–Landesgrenze), württ.-bayer. Staatsvertrag vom 12.4.1905 | 31.12.1972 | Schmalspurbahn (1000 mm), seit 20.10.2001 Neresheim–Sägmühle (Neresheim), seit 4.7.2021 Sägmühle (Neresheim)–Katzenstein Museumsbetrieb durch Härtsfeld-Museumsbahn |
| Engstingen–Sigmaringen Landesb                                       | 42,9     | 9461 | HzL | 7.11.1901 (Engstingen–Gammertingen) 6.12.1908 (Gammertingen–Hanfertal) 5.10.1910 (Hanfertal–Sigmaringen Landesb) | württ. Konzession vom 5./8.6.1899 und preußische Genehmigung vom 28.6.1899 / 22.7.1903 (Engstingen–Gammertingen) preußische Genehmigung vom 12.6.1907 (Gammertingen–Hanfertal) preußische Genehmigung vom 12.6.1907(Hanfertal–Sigmaringen Landesb)                   | in Betrieb | |
| Reutlingen–Gönningen                                                 | 16,5     | N.N. | BLEAG, ab 1.10.1910 WN, ab 1984 WEG | 20.4.1902 | württ. Konzession vom 16.7.1900 | 30.6.1982 (Ohmenhausen–Gönningen) 30.6.1985 (Reutlingen–Ohmenhausen) | Reutlingen–km 4,5 umgewandelt in Anschlussgleis der Stadt Reutlingen |
| Neckarbischofsheim Nord–Hüffenhardt                                  | 16,9     | 9410 | BLEAG, ab 1.1.1932 DEBG, ab 26.4.1963 SWEG, ab 11.11.2013 ENAG, ab 2024 AVG | 16.10.1902 | bad. Konzession vom 12.10.1901 | in Betrieb | |
| Gaildorf West–Untergröningen                                         | 18,5     | 9492 | WEG | 1.10.1903 | württ. Konzession vom 28.12.1901 | 17.10.2005 | Gaildorf West–Schönberg (b Gaildorf) umgewandelt in Gleis des Bf. Gaildorf West |
| Bopser–Stuttgart-Degerloch                                           | 2,6      | - | Filderbahn-Gesellschaft, ab 11.8.1905 WN, ab 1.3.1920 Stadt Stuttgart, ab 1.1.1934 SSB | 1.5.1904 | württ. Konzession vom 25.9.1902 | zum N.N. umgewandelt in Straßenbahn, 1987–1990 verlegt | Schmalspurbahn (1000 mm) |
| Abzw. km 2,1–Vaihingen Ort                                           | 0,7      | - | Filderbahn-Gesellschaft, ab 11.8.1905 WN, ab 1.3.1920 Stadt Stuttgart, ab 1.1.1934 SSB | 1.5.1904 | württ. Konzession vom 25.9.1902 | 15.1.1915, Wiedereröffnung 29.10.1929, zum N.N. umgewandelt in Straßenbahn, heute stillgelegt | Schmalspurbahn (1000 mm) |
| Vaihingen (Enz) Nord–Enzweihingen                                    | 7,3      | 9487 | WEG | 16.10.1904 | württ. Konzession vom 30.7.1902 | 15.12.2002 | |
| Biberach (Baden)–Oberharmersbach-Riersbach                           | 10,6     | 9427 | Konsortium aus Mitteldeutscher Creditbank, Baron von Cohn und Vering & Waechter, ab 1.4.1917 DEBG, ab 26.4.1963 SWEG | 15.12.1904 | bad. Konzession vom 10.8.1903 und Nachtrag vom 17.3.1904 | in Betrieb | |
| Amstetten (Württ)–Gerstetten                                         | 19,9     | 9470 | WEG, ab 1997 UEF Eisenbahnverkehrsgesellschaft | 1.7.1906 | württ. Konzession vom 30.6.1902 | in Betrieb | |
| Heidelberg Gbf–Schriesheim                                           | 9,8      | - | SEG, ab 8.7.1911 OEG | 16.7.1906 | bad. Konzession vom 18.10.1889 und Nachtrag vom 14.8.1903 | 30.6.1970 | Dreischienengleis (1000 mm) Heidelberg–Dossenheim |
| Korntal–Weissach                                                     | 22,2     | 9486 | WN, ab 1984 WEG | 14.8.1906 | württ. Konzession vom 4.5.1901 | in Betrieb | |
| Bad Friedrichshall-Jagstfeld–Ohrnberg                                | 22,6     | 9491 | WEG | 15.9.1907 (Bad Friedrichshall-Jagstfeld–Neuenstadt (Kocher)) 1.8.1913 (Neuenstadt (Kocher)–Ohrnberg) | württ. Konzession vom 25.7.1902 (Bad Friedrichshall-Jagstfeld–Neuenstadt (Kocher)) württ. Konzession vom 17.5.1910 (Neuenstadt (Kocher)–Ohrnberg) | 27.12.1993 | |
| Oberschefflenz–Billigheim                                            | 8,5      | - | Vering & Waechter, ab 1.4.1917 DEBG, ab 26.4.1963 SWEG | 12.6.1908 | bad. Konzession vom 31.1.1907 | 30.6.1965 | |
| Heddesheim (Baden) Ort–Mannheim-Käfertal                             | 6,5      | 9403 | Stadt Mannheim, ab 1921 OEG | 1.5.1909 | bad. Konzession vom 7.10.1905 | in Betrieb | Schmalspurbahn (1000 mm) |
| Schwarzach (Baden)–Rastatt                                           | 20,4     | 9423 (Schwarzach (Baden)–Stollhofen), 9428 (Stollhofen–Söllingen (b Rastatt)) | SSG, ab 15.8.1922 Land Baden, ab 1.7.1923 MEG, ab 1.10.1971 SWEG | 2.5.1909 | bad. Konzession vom 23.3.1907 | 1939 (Rastatt Staatsbf.–Rastatt ME) 15.4.1970 (Rastatt Übergabebf–Rastatt ME) 11.9.1972 (Söllingen (b Rastatt)–Rastatt Übergabebf) Schwarzach (Baden)–Söllingen (b Rastatt) in Betrieb                                                                                            | Schmalspurbahn (1000 mm), Umspurung Schwarzach (Baden)–Stollhofen 17.7.1972–11.9.1972, Umspurung Stollhofen–Söllingen (b Rastatt) ab 9.6.1973 |
| Niederbiegen–Weingarten (Württ)                                      | 4,0      | 4520 | LAG, per Gesetz vom 16.6.1938 zum 1.8.1938 verstaatlicht | 1.10.1911 | württ. Konzession vom 14.5.1910 | 1.12.1999 (Baienfurt West–Weingarten (Württ)), 9.7.2015 (Niederbiegen–Baienfurt West) | bis 30.6.1959 Dreischienengleis mit Straßenbahn zwischen Güterbahnhof und Abzw Nach Baienfurt |
| Baienfurt West–Baienfurt                                             | 0,9      | 4521 | LAG, per Gesetz vom 16.6.1938 zum 1.8.1938 verstaatlicht | 1.10.1911 | württ. Konzession vom 14.5.1910 | 9.7.2015 | |
| Reutlingen Bahnhofsvorplatz–Betzingen Kirche                         | 2,5      | - | WEG, ab 1.3.1944 Stadt Reutlingen | 24.7.1912 | württ. Konzession vom 20.4.1911 | zum N.N. umgewandelt in Straßenbahn, stillgelegt zum 9.9.1967 | Schmalspurbahn (1000 mm) |
| Grünwinkel–Daxlanden                                                 | 2,2      | - | SEG, ab 1.1.1915 Stadt Karlsruhe | 8.12.1913 | bad. Konzession vom 2.12.1898 | 31.3.1938 | Schmalspurbahn (1000 mm) |
| Staufen–Münstertal (Schwarzwald)                                     | 5,8      | 9434 | DEBG, ab 26.4.1963 SWEG | 1.5.1916 | bad. Konzession vom 30.6.1913 | in Betrieb | |
| Reutlingen Südbahnhof–Pfullingen Laiblinsplatz                       | 4,2      | - | WEG, ab 1.3.1944 Stadt Reutlingen | 29.9.1916 (Reutlingen–Pfullingen Traube) 21.5.1926 (Pfullingen Traube–Pfullingen Lindenplatz) 20.10.1927 (Pfullingen Lindenplatz–Pfullingen Laiblinsplatz) | württ. Konzession vom 20.12.1913 | zum N.N. umgewandelt in Straßenbahn, stillgelegt zum 19.10.1974 | Schmalspurbahn (1000 mm) |
| Unteraichen–Leinfelden                                               | 0,6      | - | Stadt Stuttgart | 1.1.1920 | N.N. | 25.12.1922 1928 Wiedereröffnung als Straßenbahn (1000 mm) | heute Stuttgarter Stadtbahn |
| Friedrichshafen–Oberteuringen                                        | 10,4     | 4533 | Teuringertal-Bahn GmbH, per Vertrag vom 3.12.1943 rückwirkend zum 1.1.1943 verstaatlicht | 1.6.1922 | württ. Konzession vom 16.8.1919 | 15.2.1960 | Friedrichshafen–Trautenmühle umgewandelt in Gleis des Bf. Friedrichshafen |
| Reutlingen Bahnhofsvorplatz–Altenburg                                | 8,3      | - | WEG, ab 1.3.1930 Stadt Reutlingen | 01.08.1928 | N.N. | zum N.N. umgewandelt in Straßenbahn, stillgelegt zum 30.5.1970 | Schmalspurbahn (1000 mm) |
| Edingen (Baden)–Mannheim-Seckenheim Bahnhof                          | 4,2      | 9402 | OEG | 6.10.1929 | N.N. | in Betrieb | |
| Karlsruhe Nordweststadt–Abzw Welschnreuter Straße                    | 1,3      | 9429 | AVG | 5.8.1979 | N.N. | in Betrieb | |
| Eggenstein–Hochstetten                                               | 7,5      | 9429 | AVG | 13.12.1986 (Eggenstein–Leopoldshafen Nord) 3.6.1989 (Leopoldshafen Nord–Hochstetten) | N.N. | in Betrieb | |
| Abzw KFZ–KFZ                                                         | 2,2      | N.N. | AVG | 1.12.1989 | N.N. | in Betrieb | |
| Grötzingen–Söllingen AVG                                             | 5,0      | 9496 | AVG | 14.6.1994 (Grötzingen–Grötzingen Oberaustraße) 1.6.1997 (Grötzingen Oberaustraße–Söllingen AVG) | N.N. | in Betrieb | |
| Neckarsulm Süd–Neckarsulm AVG                                        | 1,2      | 4914 | AVG | 3.11.2014 | N.N. | in Betrieb | vom 15.12.2013 bis 24.10.2014 als Straßenbahn gewidmet |